# Sydney-Trichternetzspinne
Die Sydney-Trichternetzspinne (Atrax robustus) ist eine Spinne aus der Familie der Australischen Trichternetzspinnen (Atracidae). Sie ist eine von drei Arten der Gattung Atrax und kommt sowohl im Stadtgebiet als auch in der Umgebung von Sydney vor. Dort bewohnt die hygrophile (feuchtigkeitsliebende) Spinne bevorzugt Wälder, wobei gerade die auf der Suche nach Weibchen befindlichen Männchen gerne in Siedlungsbereiche gelangen. Bekannt ist die Sydney-Trichternetzspinne auch unter ihrem englischsprachigen Trivialnamen Sydney funnel-web spider, dessen Bedeutung mit der deutschsprachigen Trivialbezeichnung identisch ist.
Die Sydney-Trichternetzspinne ähnelt optisch den anderen Australischen Trichternetzspinnen und teilt dementsprechend mit diesen das kräftige, dunkle Erscheinungsbild ohne Zeichenelemente. Wie die anderen Arten legt sie die namensgebenden Trichternetze zum Beutefang an, die in einer selbst gegrabenen Wohnröhre münden. Parallel dazu ist es der Sydney-Trichternetzspinne möglich, Beutetiere freilaufend zu erlegen. Das Beutespektrum der vergleichsweise großen Spinnenart besteht sowohl aus verschiedenen Wirbellosen als auch kleineren Wirbeltieren. Die in Sommer und Herbst stattfindende Paarung findet beim Unterschlupf des Weibchens statt und geht mit einem für Vogelspinnenartige (Mygalomorphae) typischen Balzverhalten einher. Der Eikokon wird vom Weibchen ebenfalls in seiner Wohnröhre bewacht. Gleiches gilt für die Jungtiere, die nach dem Schlupf noch für einige Zeit beim Muttertier verweilen, ehe sie sich von diesem trennen und selbstständig heranwachsen.
Die Sydney-Trichternetzspinne zählt zu den wenigen Spinnen weltweit, deren Biss für einen erwachsenen Menschen eine erhebliche Gefahr darstellen kann, und wird deshalb zu den Giftspinnen gerechnet. Die Wahrscheinlichkeit von Bissunfällen ist, bedingt durch die hohe Aggressivität der Art mitsamt der erhöhten Wahrscheinlichkeit, ihr in Gebäuden zu begegnen, verhältnismäßig hoch. Die meisten von der Sydney-Trichternetzspinne verursachten Bissunfälle ergeben sich durch Männchen in der Paarungszeit, die auf der Suche nach Weibchen nicht selten in Gebäude oder Poolanlagen gelangen und dort unbemerkt bleiben können. Seit der Entwicklung eines Gegengifts im Jahr 1981 sind jedoch keine durch Bisse der Art verursachten Todesfälle bekannt.

## Merkmale

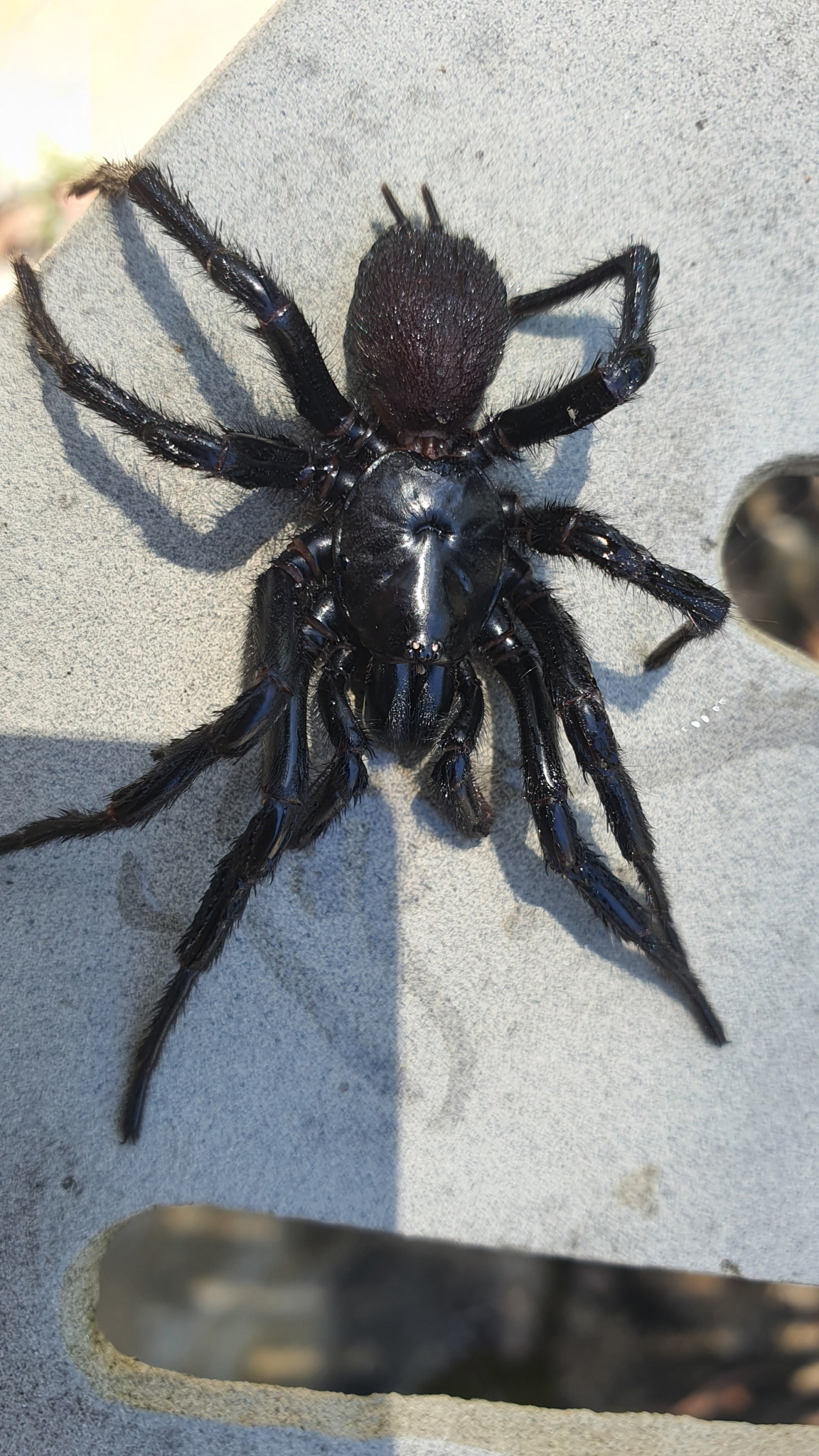
Männchen

Das Weibchen der Sydney-Trichternetzspinne erreicht eine Körperlänge von 35 bis 40, das Männchen von 25 bis 30 Millimetern. Die Grundfärbung der Spinne ist dunkelbraun bis schwarz, Musterungen sind nicht vorhanden. Der grundsätzliche Körperbau der Spinne entspricht dem anderer Arten der Gattung Atrax und teilt somit viele Gemeinsamkeiten mit anderen Vertretern der Australischen Trichternetzspinnen (Atracidae).
Der Carapax (Rückenschild des Prosomas, bzw. Vorderkörpers), der wie bei der Gattung üblich länger als breit ist, weist wenig Erhebungen und chitinisierte Setae (Haare) auf, wodurch er glänzend und glatt erscheint. Die Augen sind nahe beieinander positioniert. Die Fovea (Apodem) ist konkav nach vorne verlaufend. Die Fangrillen der Cheliceren (Kieferklauen) besitzen marginal (am Rand) je eine Reihe kräftiger Zähne und eine weitere variabel ausfallende Ansammlung kleinerer Zähne in der Rille selber. Die Länge des zweiten Segments, der Fangfurchen, beträgt etwa fünf Millimeter, kann beim Weibchen aber an gut sechs Millimeter heranreichen. Das Labium (Lippe) weist viele zapfenartige Stacheln auf.
Die Tarsen (Fußglieder) der Beine sind ebenfalls bestachelt. Sie verfügen über sehr gering ausgeprägte bis gar keine Scopulae (Hafthaare) oder Haarbüschel an den Tarsen, während diese bei vielen anderen Vogelspinnenartigen (Myglamorphae) stärker ausgeprägt sind.
Das Opisthosoma (Hinterleib) erscheint zumeist dunkel pflaumenfarben. Ventral (unterseits) ist es mit einer roten Warnfärbung versehen. Die auffälligen Spinnwarzen erscheinen fingerförmig. Es sind insgesamt vier, von denen die hinteren seitlichen und größeren über längere und zylindrisch geformte sowie apikale (an der Spitze gelegene) Segmente verfügen, die länger als breit sind.

### Sexualdimorphismus

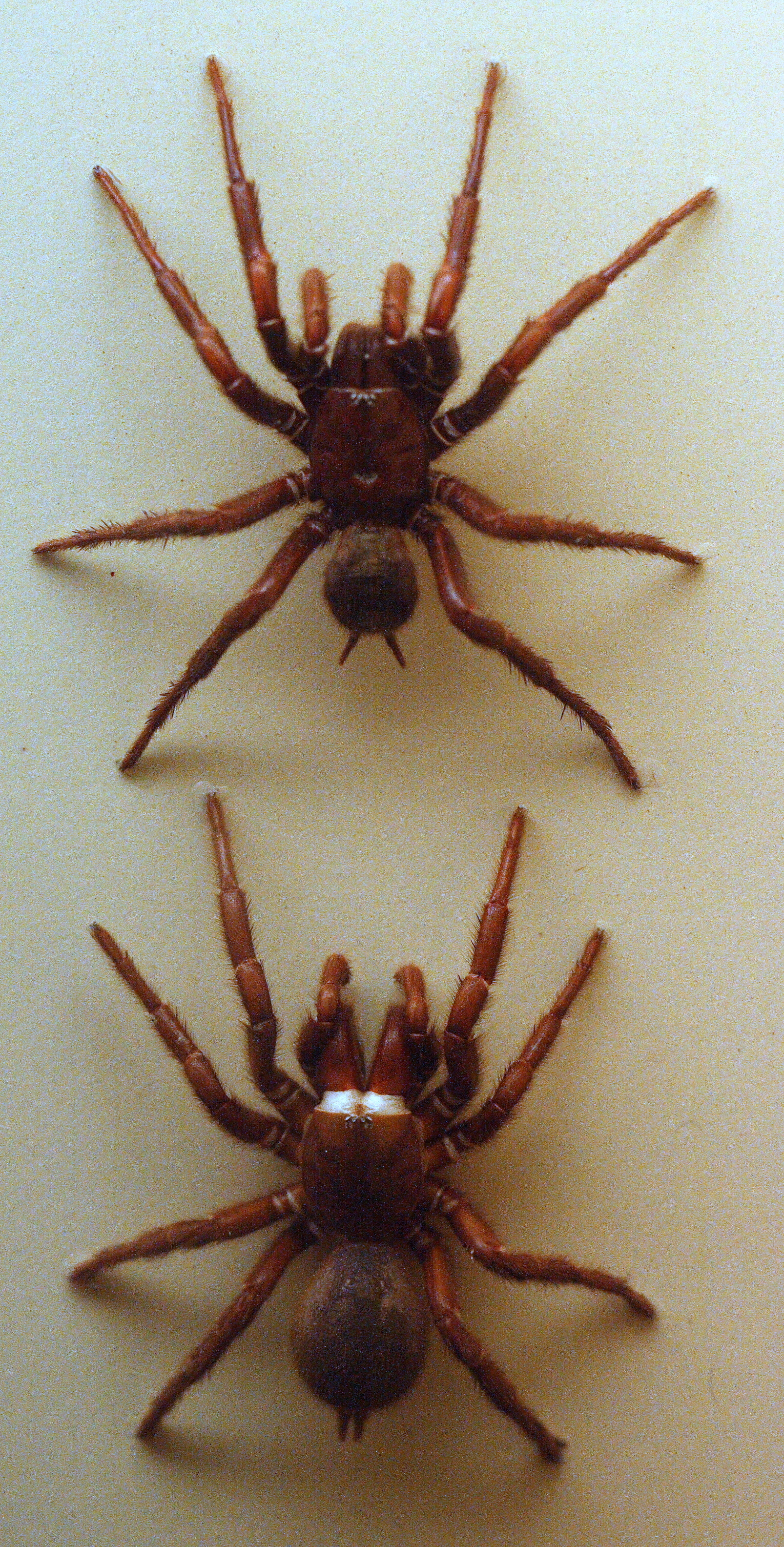
Präpariertes Männchen (oben) und Weibchen im Vergleich, Museumsexemplare im Australian Museum

Die Sydney-Trichternetzspinne hat wie viele Spinnen einen stark ausgeprägten Sexualdimorphismus (Unterschied der Geschlechter), der sich vor allem in der Größe und der Gestalt des jeweiligen Geschlechts bemerkbar macht. Dieses Phänomen wurde anhand einer 2008 von Michael Roland Gray durchgeführten Revision der Familie der Australischen Trichternetzspinnen (Atracidae) untersucht, die damals noch als Unterfamilie der Atracinae innerhalb der Familie der Röhrenvogelspinnen (Hexathelidae) geführt wurde. Dafür analysierte er jeweils den männlichen Holotyp (für die Erstbeschreibung verwendetes Exemplar) und einen weiblichen Paratyp (zusätzlich zum Holotypen herangezogenes Exemplar) der Art, die beide in Gordon, einem Vorort von Sydney, gefunden wurden.
Wesentliche Unterschiede beider Geschlechter sind – abgesehen von den genitalmorphologischen Merkmalen – die Tibiaapophysen (chitinisierte Fortsätze) am zweiten Beinpaar des Männchens sowie dessen allgemein geringere Größe verglichen mit dem weiblichen Gegenstück. Außerdem sind die Beine des Männchens proportional zum Körper länger.

#### Männlicher Holotyp

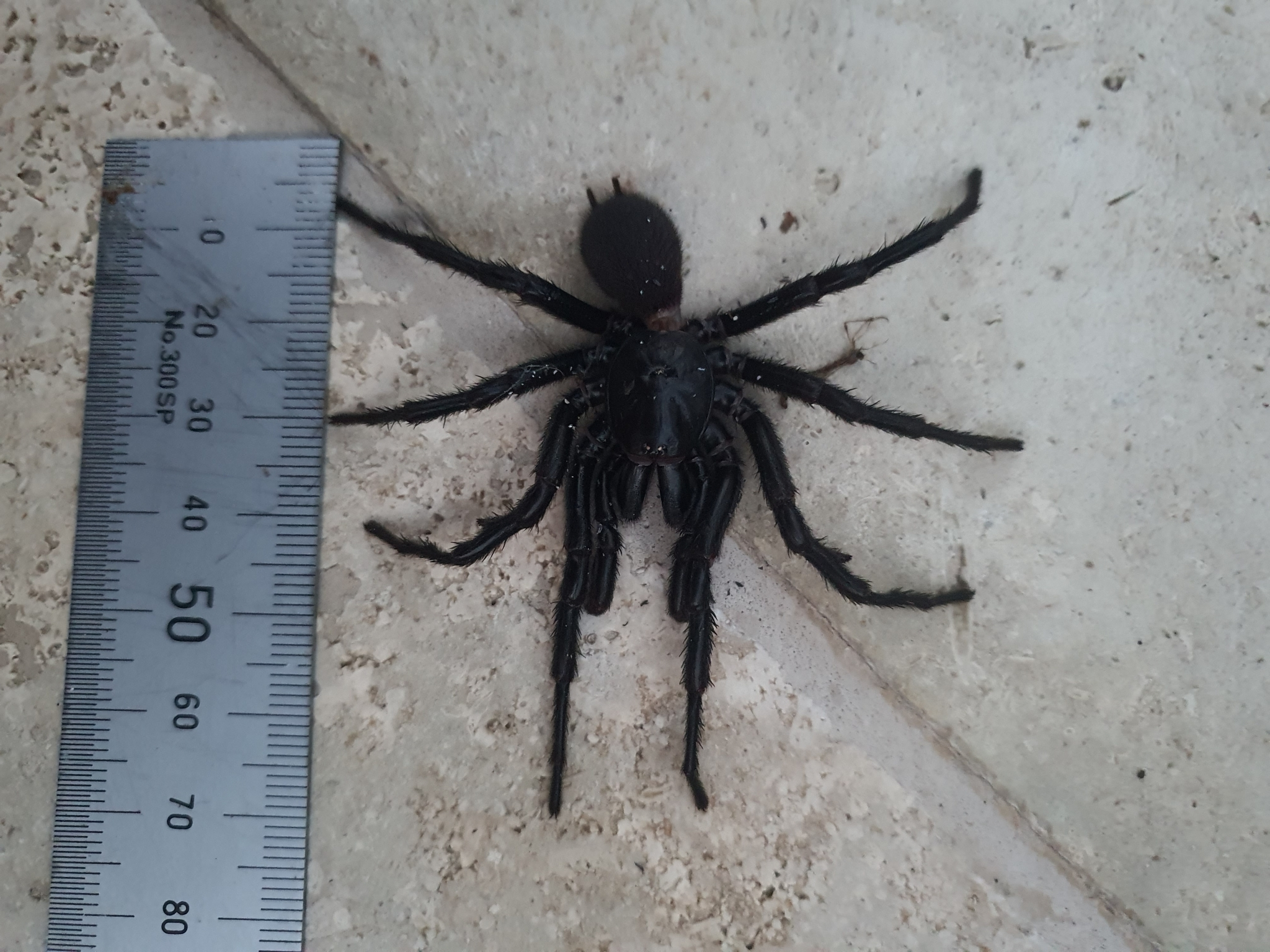
Totes Männchen im Größenvergleich

Bei dem untersuchten männlichen Holotypen weist der Carapax eine Länge von 10,2 und eine Breite von 8,7 (frontal 5,14) sowie eine Höhe von 2,86 Millimetern auf. Er ist also mäßig länger als breit. Die Fovea (Apodem) ist prokurv geformt. Auf der anterioren (vorhergehenden) Rille des Carapax befinden sich zahlreiche Setae (chitinisierte Haare), während die anteriorlaterale (vorhergehend seitliche) Ecke über kleine, schwache Borsten verfügt. Das Zentrum des Augenbereichs ist schwach erhöht. Die Augen sind wie bei Vogelspinnenartigen üblich in zwei übereinander befindliche Gruppen mit je vier aufgeteilt, von denen eine Gruppe bei dem Holotyp je eine Breite von 1,85 Millimetern besitzt. Das zwischen den vier Mittelaugen befindliche Augenviereck hat eine Länge von 0,70, eine untere Breite von 0,76 und eine obere Breite von 1,13 Millimetern. Die Durchmesser belaufen sich bei den unteren Mittelaugen auf 0,28, bei den unteren Seitenaugen auf 0,58 bei den oberen Seitenaugen auf 0,38 und bei den unteren Seitenaugen des genannten Exemplars auf 0,26 Millimeter. Die Cheliceren haben eine schmale Rille, die schwach divergent (abweichend) verläuft. Die Chelicerenrille des Holotyps hat eine Länge von 2,92 und eine mittlere Breite von 0,41 Millimetern. Bei dem Individuum wurden außerdem 18 zentral angelegte Zähne gezählt, die die proximale (zur Mitte gelegene) Hälfte der Rille einnehmen. Neben diesen konnte man bei dem Tier 12 prolaterale (seitlich vorgelegte) und 13 retrolaterale (seitlich rückliegende) Zähne auf der Chelicerenrille nachweisen. Das Labium (sklerotisierte, bzw. gehärtete Platte zwischen den Maxillen an der Vorderseite des Sternums) ist deutlich breiter als lang und apikal (zur Spitze gerichtet) eingerückt. Seine Maße betragen bei dem Holotyp 1,08 Millimeter Länge und 1,68 Millimeter Breite. Die labiosternalen (zwischen dem Labium und dem Sternum befindlichen) Sigillen (Einbuchtungen) (kreisförmige Vertiefungen bei internen Muskeln) sind breit gebaut und bedecken diesen Zwischenraum ganz. Auf dem Labium sind etwa 300 Höcker, die in einem halbmondförmigen Querband verlaufen. Das Sternum (Brustschild des Prosomas) ist von ovaler Form und länglich. Seine Länge beträgt bei dem Holotyp 5,45 und seine Breite 3,88 Millimeter. Die hinteren Sigillen des Sternums sind eher eiförmig und breit. Außerdem besitzt das Sternum starke Borsten am hinteren Rand.
Die Längenformel der Beinpaare lautet von groß nach klein 4-1-2-3, wie sie bei vielen Spinnen üblich ist.
| Extremitäten                                          | Femur (Schenkel) | Patella (Glied zwischen Femur und Tibia) | Tibia (Schiene) | Metatarsus (Fersenglied) | Tarsus (Fußglied) | Gesamtlänge       |
| Pedipalpen (umgewandelte Extremitäten im Kopfbereich) | 4,35             | 1,96                                     | 4,71            | -                        | -                 | 15,64 (mit Bulbi) |
| Erstes Beinpaar                                       | 8,43             | 4,21                                     | 6,63            | 6,69                     | 3,87              | 29,56             |
| Zweites Beinpaar                                      | 7,75             | 3,86                                     | 6,36            | 6,28                     | 3,89              | 28,14             |
| Drittes Beinpaar                                      | 7,14             | 3,18                                     | 5,15            | 6,03                     | 3,94              | 25,44             |
| Viertes Beinpaar                                      | 8,32             | 3,81                                     | 6,8             | 7,41                     | 4,4               | 30,74             |

Die Tibien der Pedipalpen des Holotyps sind 1,8 Millimeter breit, während die des ersten Beinpaares eine Breite von 1,50 Millimetern aufweisen. Die Femora des ersten und zweiten Beinpaares tragen jeweils dorsale (oben angelegte) Stacheln. Die Tibien des zweiten Beinpaares haben jeweils eine große konische (kegelförmige) Apophyse (chitinisierter Fortsatz) unmittelbar in der Nähe des Zentrums. Das erste Beinpaar verfügt über zahlreiche Stacheln auf den Tibien und den Metatarsen (Fersenglieder der Tarsen). Einige der ventralen Stacheln dieser Tibien sind proximal platziert und fehlen, abgesehen von den apikalventralen Stacheln in der distalen (vom Zentrum entfernt liegenden) Hälfte. Die Distalseite der Tibien des zweiten Beinpaars erscheint ventral konkav (nach innen gewölbt). Die Metatarsen des zweiten Beinpaars sind gewunden und auf proximaler Ebene gekrümmt. Sie tragen außerdem je eine kleine subzentrale Apophyse, die distal und direkt auf dieser mehrere Ventralstacheln trägt. Die Anteriorseite der Coxae (Hüftglieder) weist mehrere Setae auf. Die Scopulae des Holotyp an allen vier Beinpaaren waren im Bereich der Tarsen schwach und auf der Distalfläche der Tarsen schwach bis gar nicht ausgeprägt. Die Tarsen der ersten Beinpaare verfügten an deren Klauen bei dem analysierten Exemplar über mehrere Zähne. Davon waren jeweils beim ersten Beinpaar 13 und beim zweiten 11 größere und bei beiden jeweils zwei kleinere. An den beiden vorderen Beinpaaren befanden sich bei dem Holotyp außerdem mehrere Trichobothria (Tastsetae), davon je 20 an den Tarsen des ersten und 19 an denen des zweiten Beinpaares. Weitere Trichobothria befanden sich an den Metatarsen dieser beiden Beinpaare. Bei den Metatarsen des ersten Beinpaares waren es jeweils 15 und bei denen des zweiten 12. Die Beine der Sydney-Trichternetzspinne tragen wie die vieler Spinnenarten Stacheln, deren Anzahl und Anordnung sich formelweise wiedergeben lässt. Dabei bilden ventrale (unterhalb befindliche) Stacheln zumeist die Mehrheit und werden deshalb nicht gesondert gezählt. Sollte ein Beinsegment zusätzlich dorsale, prolaterale und retrolaterale Stacheln aufweisen, werden diese in Klammern aufgelistet.
| Beinpaar         | Femur                         | Patella    | Tibia                    | Metatarsus | Tarsus |
| Pedipalpen       | 7                             | 5          | 10 (d schwach vorhanden) | -          | -      |
| Erstes Beinpaar  | 9 (d6, p3)                    | 13 (p2)    | 51 (p8)                  | 29         | 20     |
| Zweites Beinpaar | 12 (d6, p6)                   | 6 (p2–3)   | 18 (p4)                  | 22 (p1)    | 23     |
| Drittes Beinpaar | 7 (plus starke Borsten)       | 5 (p3, r2) | (p2, r3)                 | 25         | 25     |
| Viertes Beinpaar | 0 (stattdessen lange Borsten) | r1         | 18 (p1, r4)              | 20         | 21     |

Legende:
- d = dorsal
- p = prolateral
- r = retrolateral

Das Opisthosoma des Holotyps besitzt eine Länge von 9,25 und eine Breite von 7,38 Millimetern. Die posteriorlateralen (hinten seitlichen) Spinnwarzen des Exemplars sind insgesamt je 4,68 Millimeter lang. Davon entfallen 1,52 Millimeter auf das basale, 1,08 auf das mediane und 1,08 Millimeter auf das apikale Segment. Letzteres besitzt eine Breite von 0,6 Millimetern.

Ansichten von Männchen
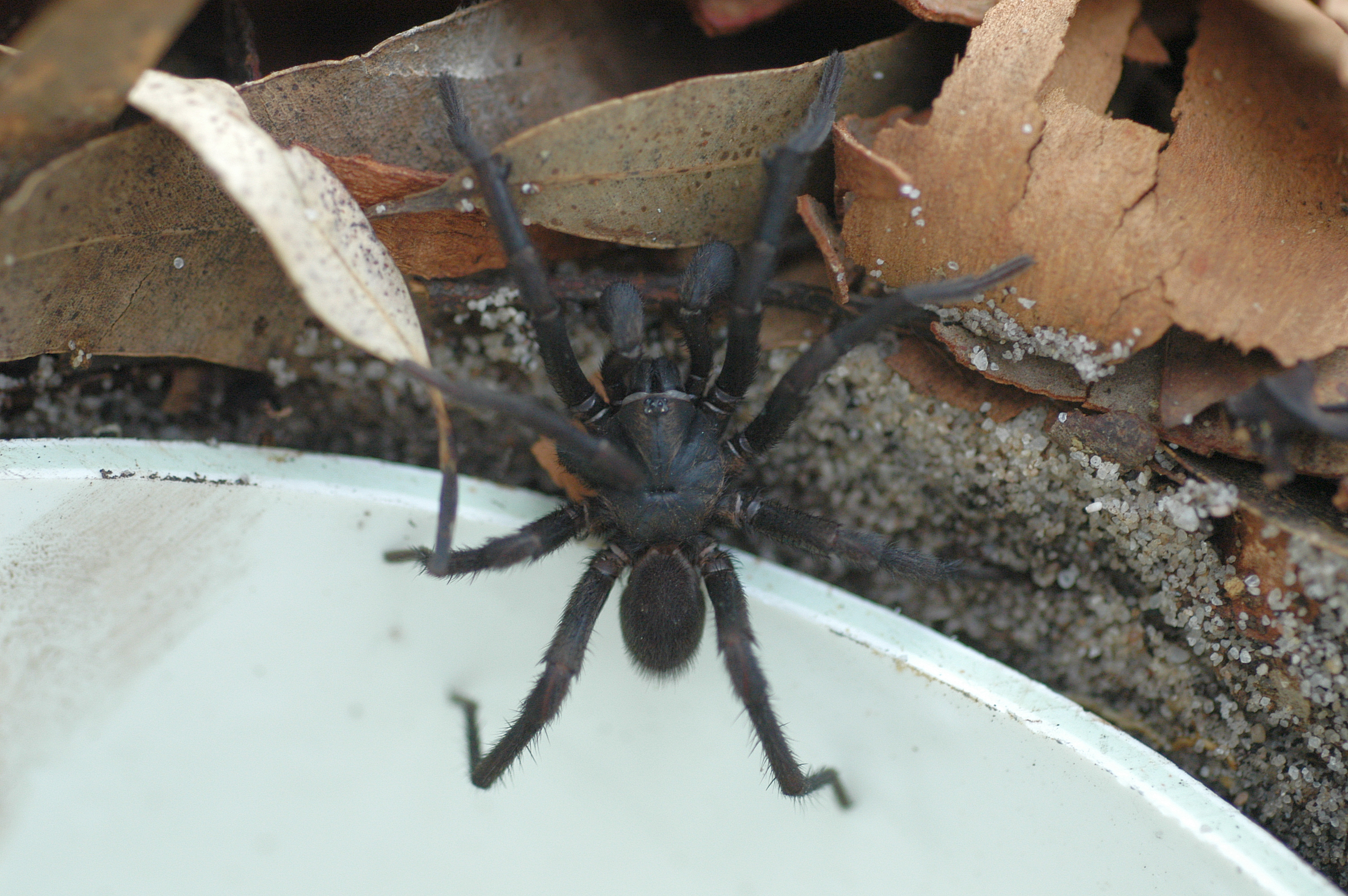
Dorsalansicht
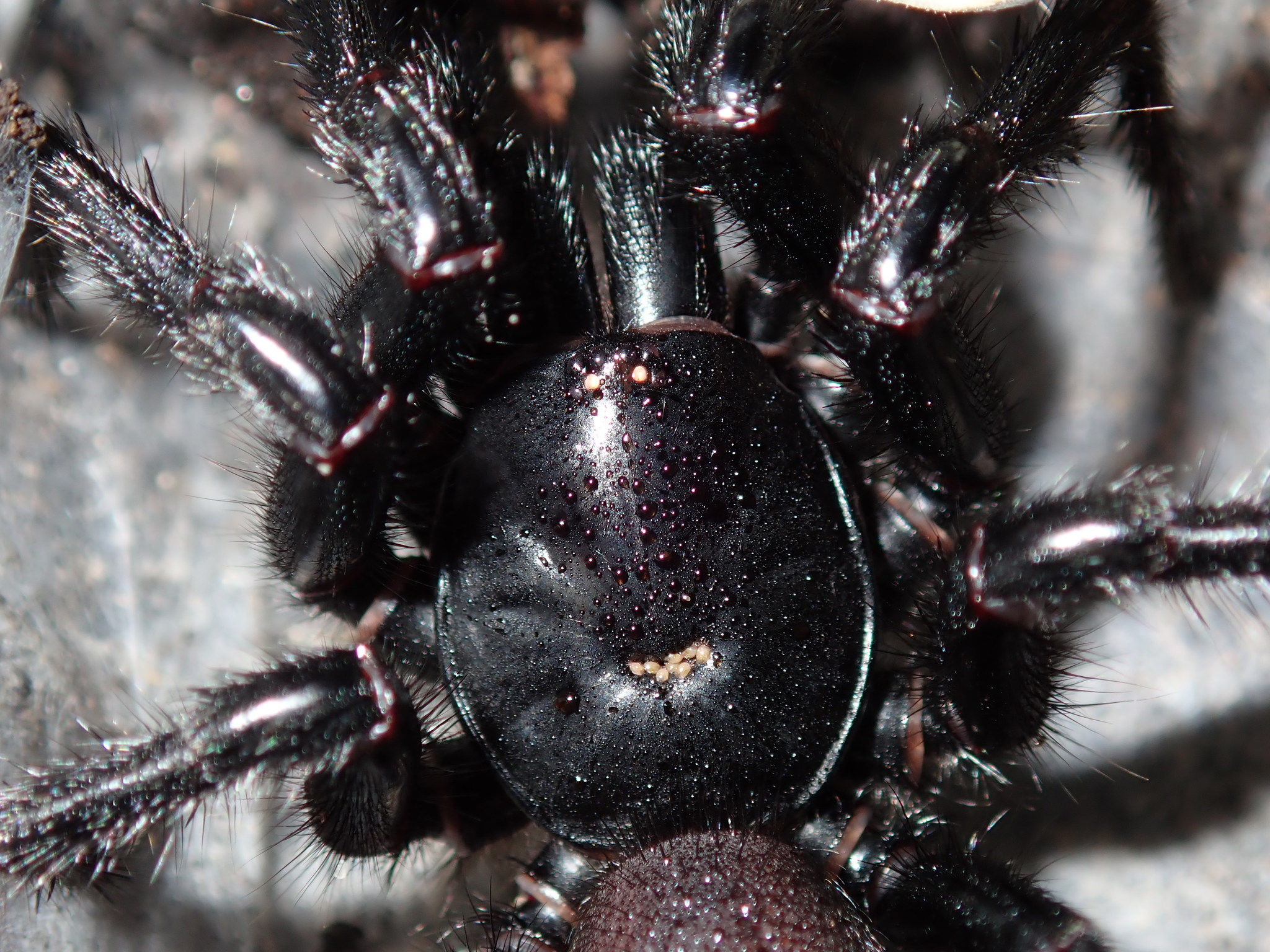
Dorsale Detailansicht mit gutem Blick auf den Carapax und erkennbarem Milbenbefall
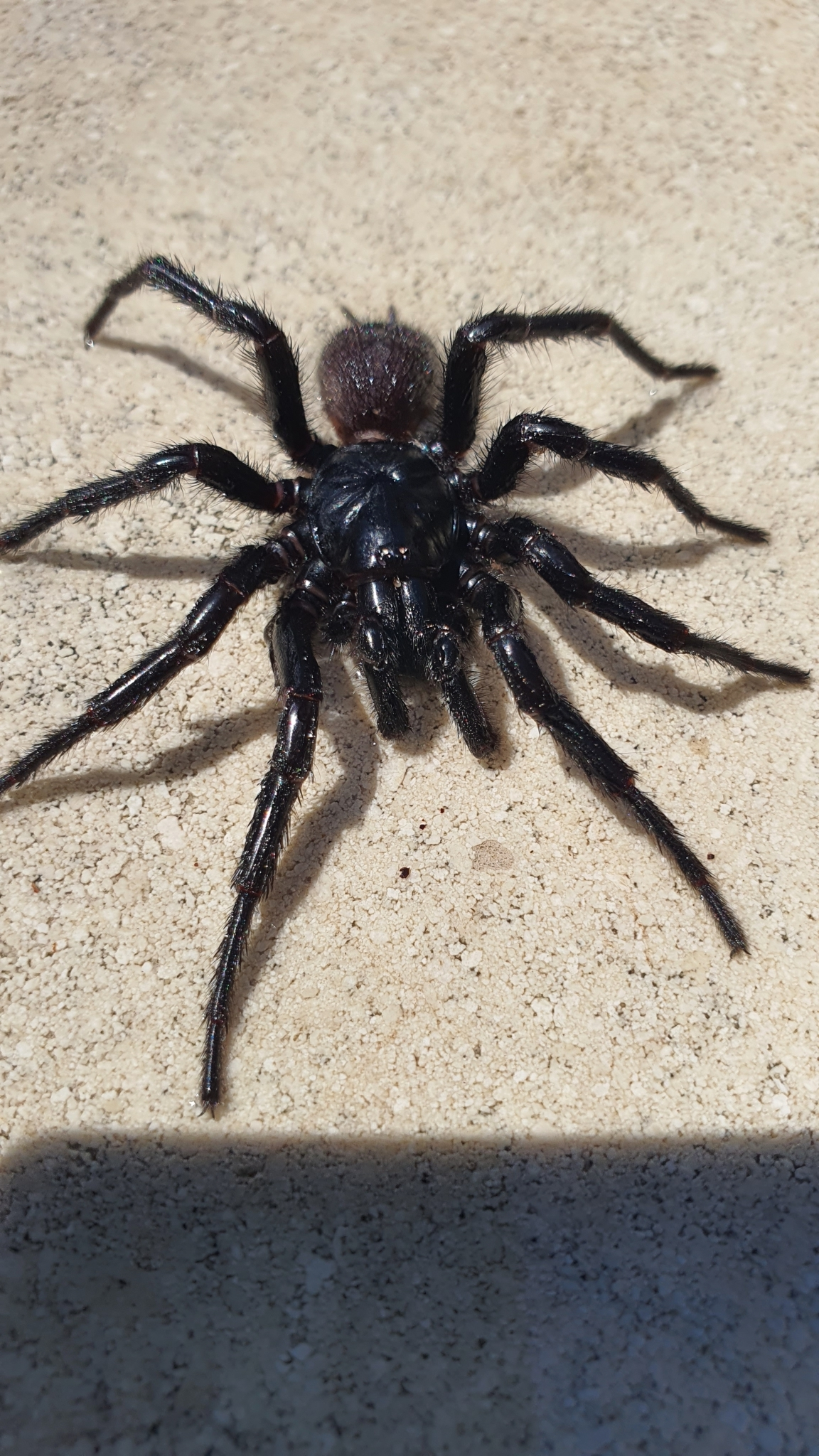
Frontalansicht
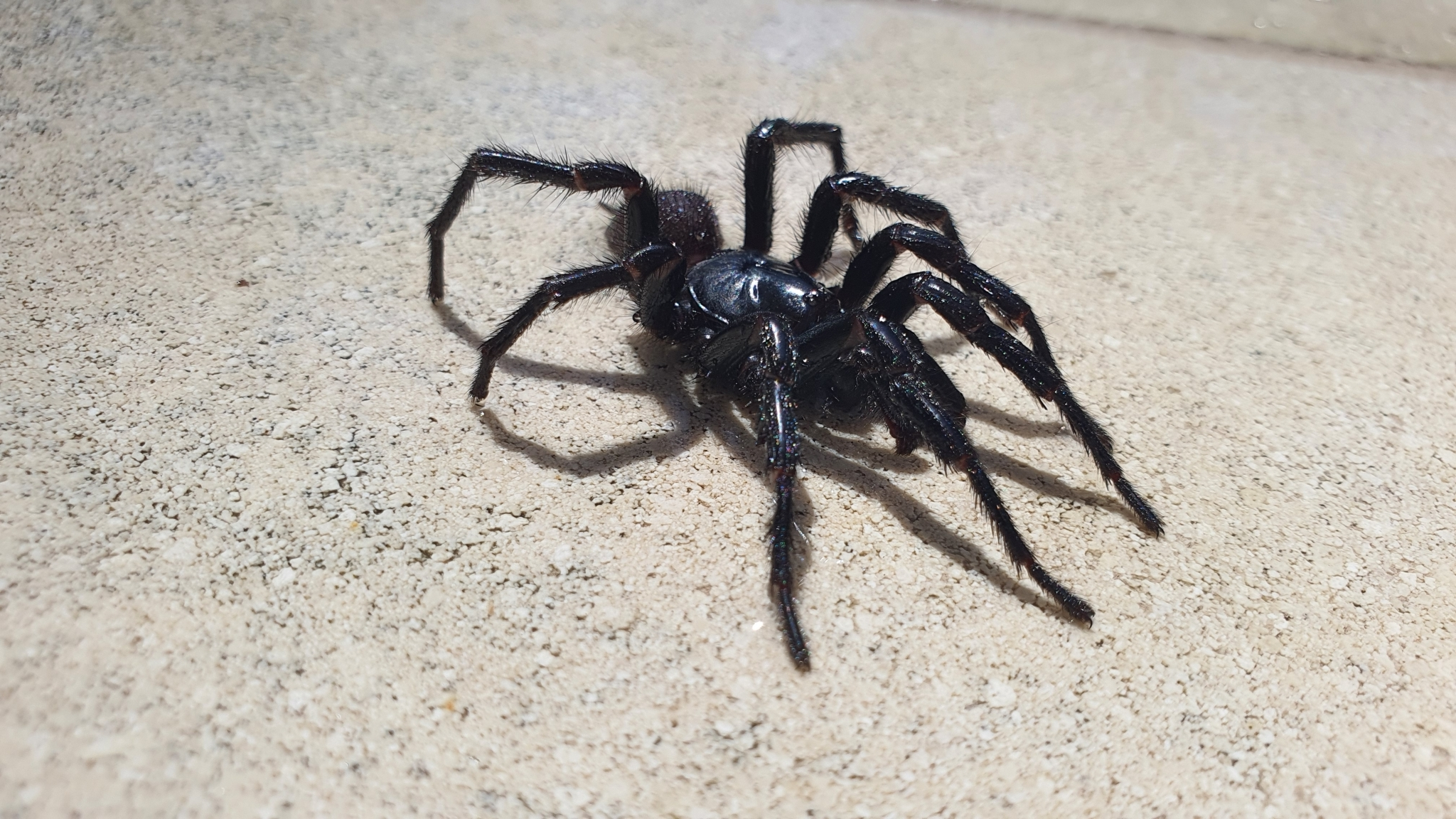
Lateralansicht
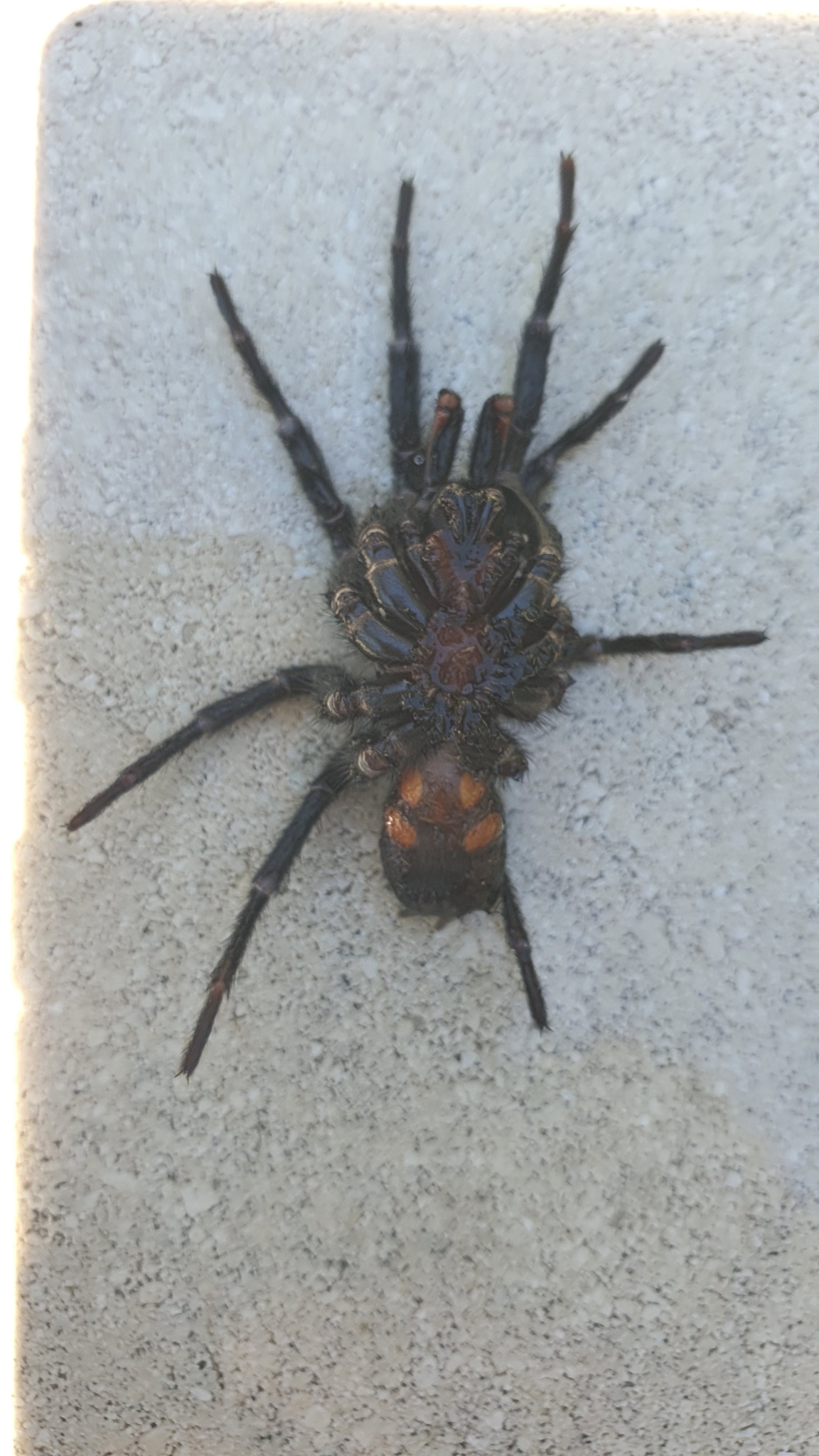
Ventralansicht

#### Weiblicher Paratyp

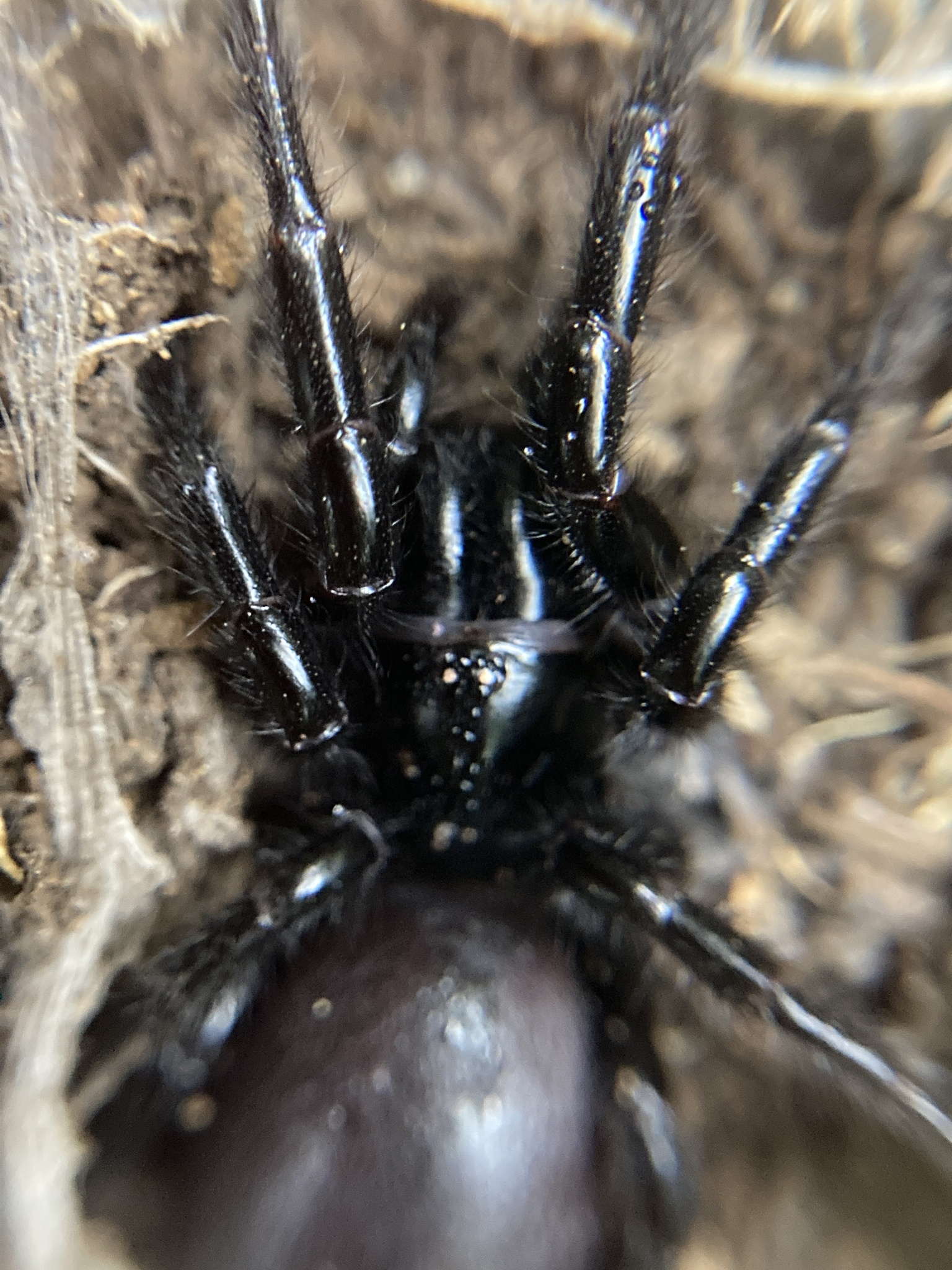
Nahaufnahme eines Weibchens

Der weibliche Paratyp unterscheidet sich in vielerlei Hinsicht von dem männlichen Holotyp. Alle Unterschiede sind hier aufgelistet; anderweitig gleichen beide Exemplare einander. Bei dem weiblichen Paratyp hat der Carapax eine Länge von 12,63 und eine Breite von 10,41 Millimetern und ist somit im Verhältnis deutlich länger als es bei dem männlichen Typusexemplar der Fall ist. Außerdem beträgt die Höhe des Carapax 2,72 und die Frontalbreite 8,28 Millimeter. Der cephalische Bereich des Paratyps ist 8,5 Millimeter lang; seine Fovea ist von schmaler und gebogener Form und am vorderen Rand leicht eingedrückt. Die mitteldorsale Fläche des cephalischen Bereichs ist mit vielen Setae bedeckt, die bis zur Fovea ausgeprägt sind. Wie der männliche Holotyp besitzt auch der weibliche Paratyp viele anteriore Rillensetae. Der anterolaterale Winkel des Carapax verfügt über mehrere kurze und schwache Borsten. Der Augenhügel des Paratyps ist ähnlich wie der des Holotyps leicht erhöht. Die Breite der Augengruppe beträgt 2,6 Millimeter. Der Durchmesser der unteren Mittelaugen beläuft sich auf 0,26 und der der unteren Seitenaugen auf 0,6 Millimeter, während der der oberen Seitenaugen einen Durchmesser von 0,44 und der der oberen Mittelaugen einen von 0,36 Millimetern aufweist. Der Abstand der beiden unteren Mittelaugen zueinander beträgt bei dem Paratyp 0,39 Millimeter, während die unteren Mittel- und Seitenaugen je einen Abstand von 0,27 Millimetern haben. Der Abstand zwischen oberen und unteren Seitenaugen beträgt 0,27 und der zwischen den unteren Seitenaugen und den oberen Mittelaugen 0,14 Millimeter. Zwischen den beiden oberen Mittelaugen befindet sich ein Abstandsraum von 1,05 Millimetern. Beim Paratyp ist das mediane Augenviereck 0,90 Millimeter lang, anterior 0,94 und posterior 1,73 Millimeter breit. Die Cheliceren dieses Typusexemplars haben schmale Rillen, dessen Ränder distal divergent verlaufen. Die Rillen sind jeweils 3,70 Millimeter lang und im Zentrum 0,59 Millimeter breit. Die Zähnung einer einzelnen Chelicere des Paratyps beläuft sich folgendermaßen: 29 Zähne sind zentral angeordnet und nehmen die basale Hälfte der Rille ein. 15 weitere Zähne befinden sich prolateral sowie 14 weitere retrolateral auf den Cheliceren. Das Labium des Paratyps hat 2,18 Millimeter Länge und 2,64 Millimeter Breite, womit es länger als breit ist. Außerdem ist das Labium des Paratyps am vorderen Rand schwach eingerückt. Zwei Drittel des Zentrums vom Labium sind von Höckern besetzt. Der Raum zwischen Labium und Sternum ist beim Paratyp gänzlich von Sigillen bedeckt. Das Sternum des Paratyps ist von eiförmiger Gestalt und hat eine Länge von 6,89 und eine Breite von 5,17 Millimetern. Seine hinteren Sigillen sind eiförmig. Ihre Länge beträgt 1,1 und ihre Breite 0,6 Millimeter.
Die Beinformel des weiblichen Paratyps ist mit der des männlichen Holotyps identisch, wobei das erste und das vierte Beinpaar im Verhältnis hier deutlich ungleicher sind.
| Beinpaar         | Femur | Patella | Tibia | Metatarsus | Tarsus | Gesamtlänge |
| Erstes Beinpaar  | 9,5   | 5,32    | 7,32  | 6,4        | 3,44   | 31,98       |
| Zweites Beinpaar | 8,45  | 4,88    | 6,15  | 5,79       | 3,28   | 28,55       |
| Drittes Beinpaar | 7,46  | 3,94    | 4,8   | 5,66       | 3,69   | 25,55       |
| Viertes Beinpaar | 9     | 4,88    | 6,71  | 7,18       | 4,22   | 31,99       |

Die Länge der Pedipalpen des weiblichen Paratyps ist mit denen des männlichen Holotyps identisch. Lediglich die Tarsen sind hier nicht als Bulbi ausgebildet. Die Pedipalpen des Paratyps verfügen außerdem über einige Trichobothria. Bei den Tibien sind es je 11 pro- sowie 10 retrolaterale und an den Tarsen 22. Die Tibien des ersten Beinpaares sind hier 2,3 und die Metatarsen proximal (zum Zentrum gelegen) 1,44 Millimeter breit. Die Coxen der beiden vorderen Beinpaare haben kurze, anteromediale (weiter vorne zum Zentrum hin) und borstenartige Setae. Die Tarsalklauen aller vier Beinpaare tragen auch bei dem Paratyp Zähne, deren Anzahl jeweils 11 beträgt. Bei den ersten beiden Beinpaaren sind diese jeweils stärker als bei den beiden hinteren ausgebildet. Zusätzlich verfügen die beiden vorderen Beinpaare des Paratyps über Trichobothria. An den Tarsen sind es jeweils 24 und an den Metatarsen des ersten Beinpaars 21 und beim zweiten 19. Weitere Trichobothria befinden sich an den Tibien. Deren Anzahl beträgt bei denen des ersten Beinpaares 10 auf pro- und neun auf retrolateraler sowie bei den Tibien des zweiten Beinpaares umgekehrt neun auf pro- und 10 auf retrolateraler Seite.
| Beinpaar         | Femur | Patella           | Tibia      | Metatarsus  | Tarsus |
| Pedipalpen       | -     | p1 (borstenartig) | 5          | -           | 12     |
| Erstes Beinpaar  | p1    | p1                | 3 (p2)     | 11          | 15     |
| Zweites Beinpaar | p2    | p2                | 5 (p2)     | 14          | 14     |
| Drittes Beinpaar | -     | 3 (p2, r1)        | 8 (p2, r2) | 23 (p9, r2) | 17     |
| Viertes Beinpaar | -     | r1                | 6 (p1, r2) | 22 (p6, r2) | 25     |

Das Opisthosoma des Paratyps ist 14,82 Millimeter lang und 12,07 Millimeter breit. Hier sind die posterolateralen insgesamt 6,2 Millimeter lang. In diesem Falle werden davon 2,4 Millimeter von dem Basalsegment eingenommen, während das mediane Segment 1,32 und das apikale 2,48 Millimeter lang sind. Letzteres Segment weist eine Breite von 0,77 Millimetern auf.

Ansichten von Weibchen
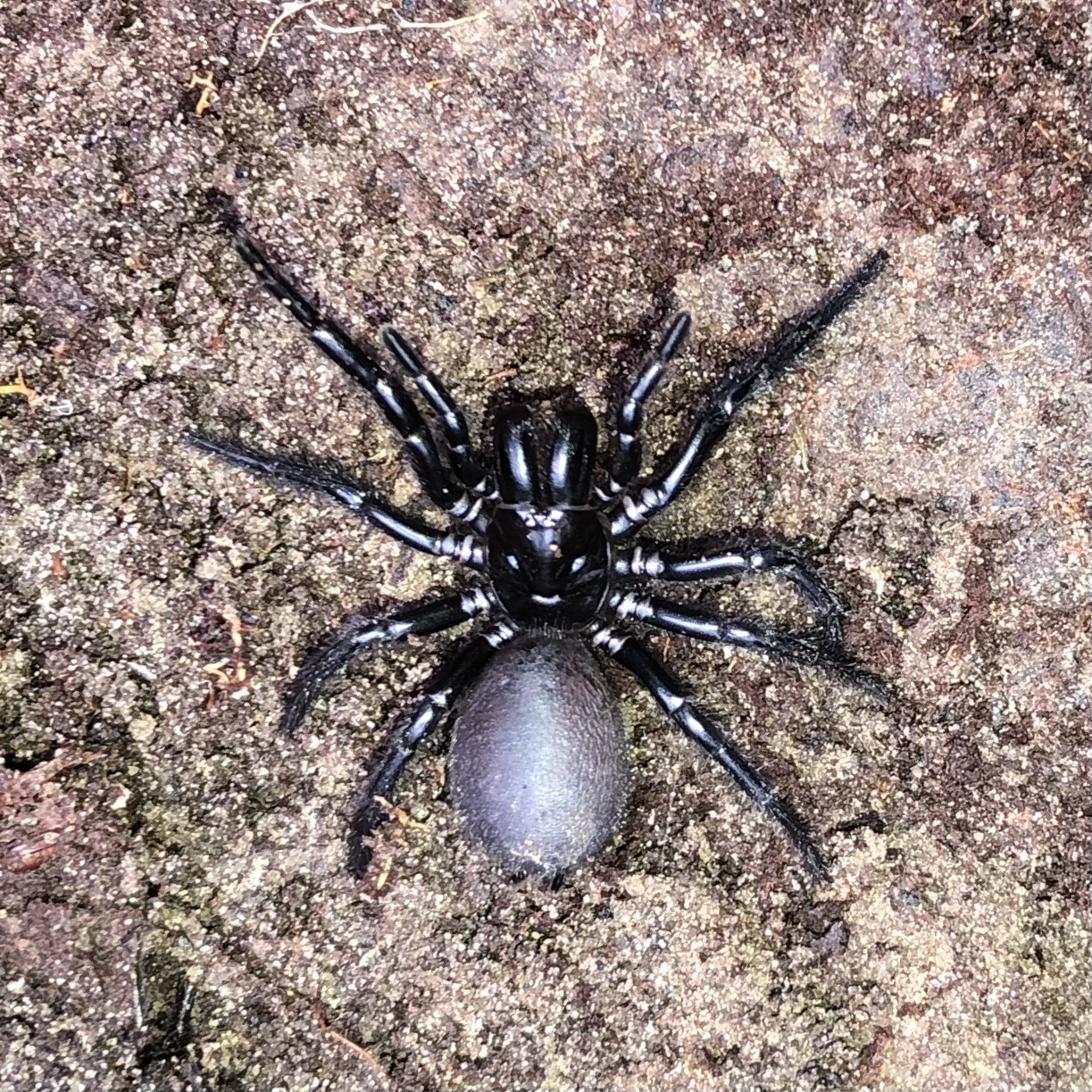
Dorsalansicht
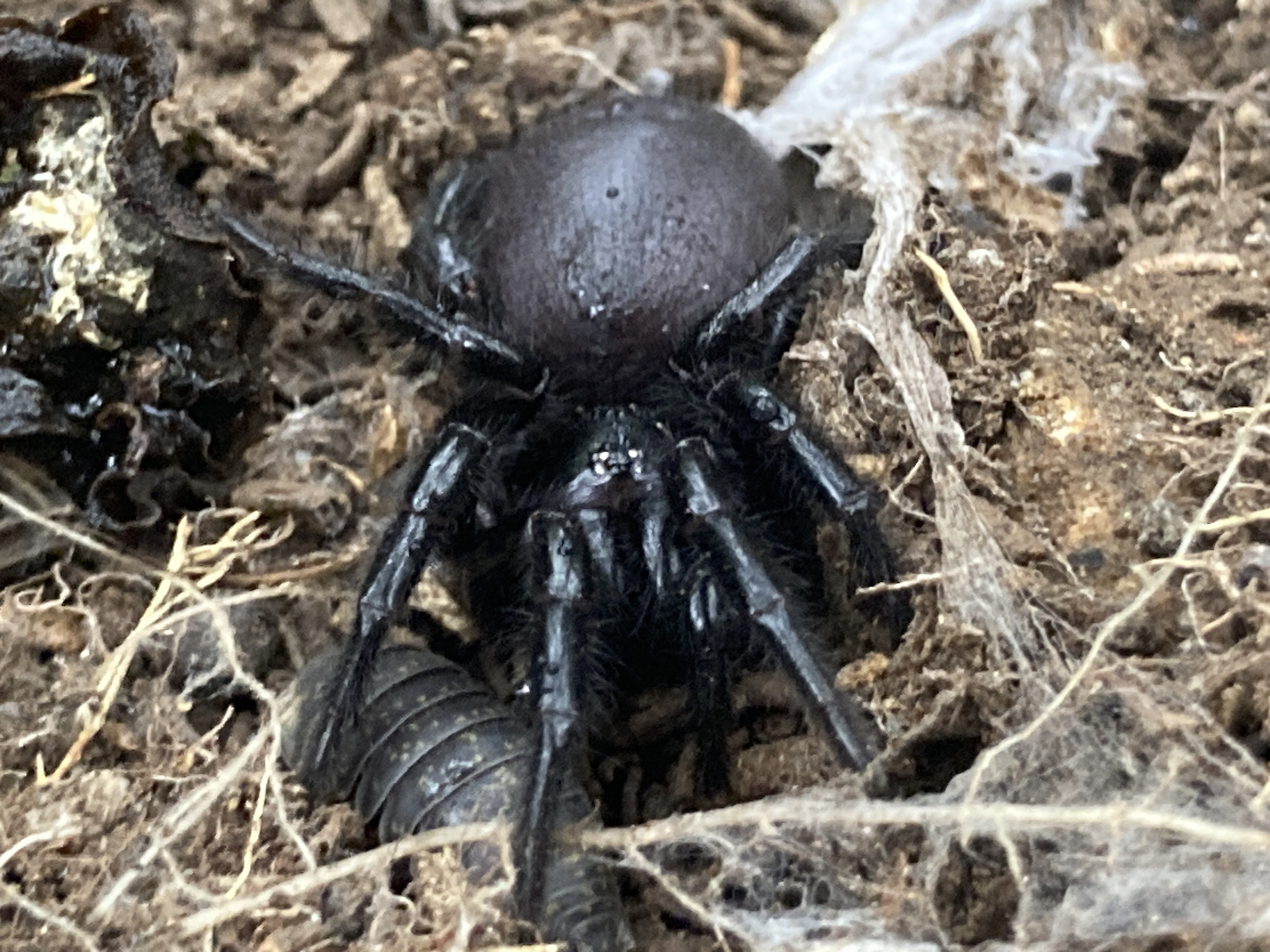
Frontalansicht
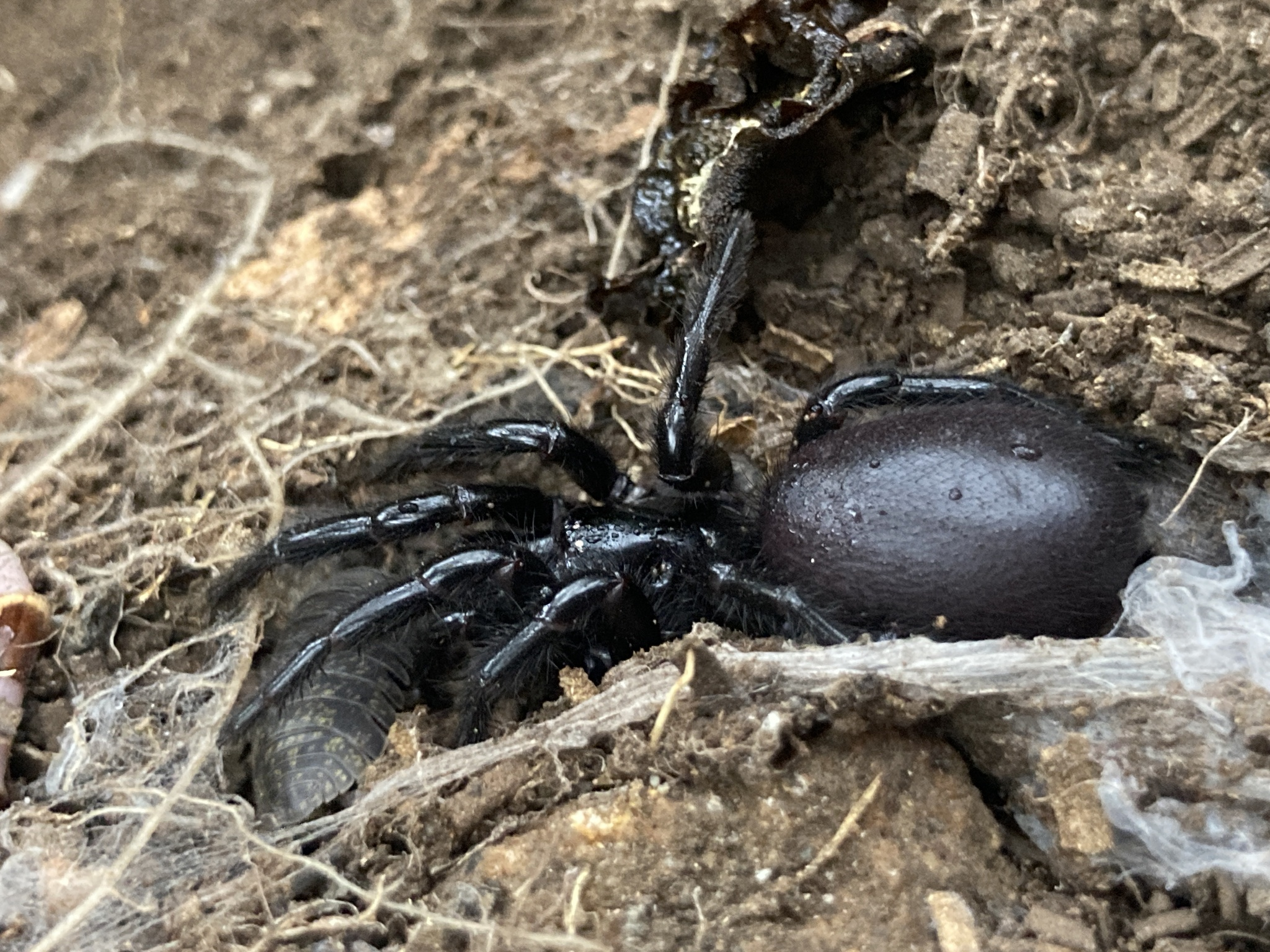
Lateralansicht
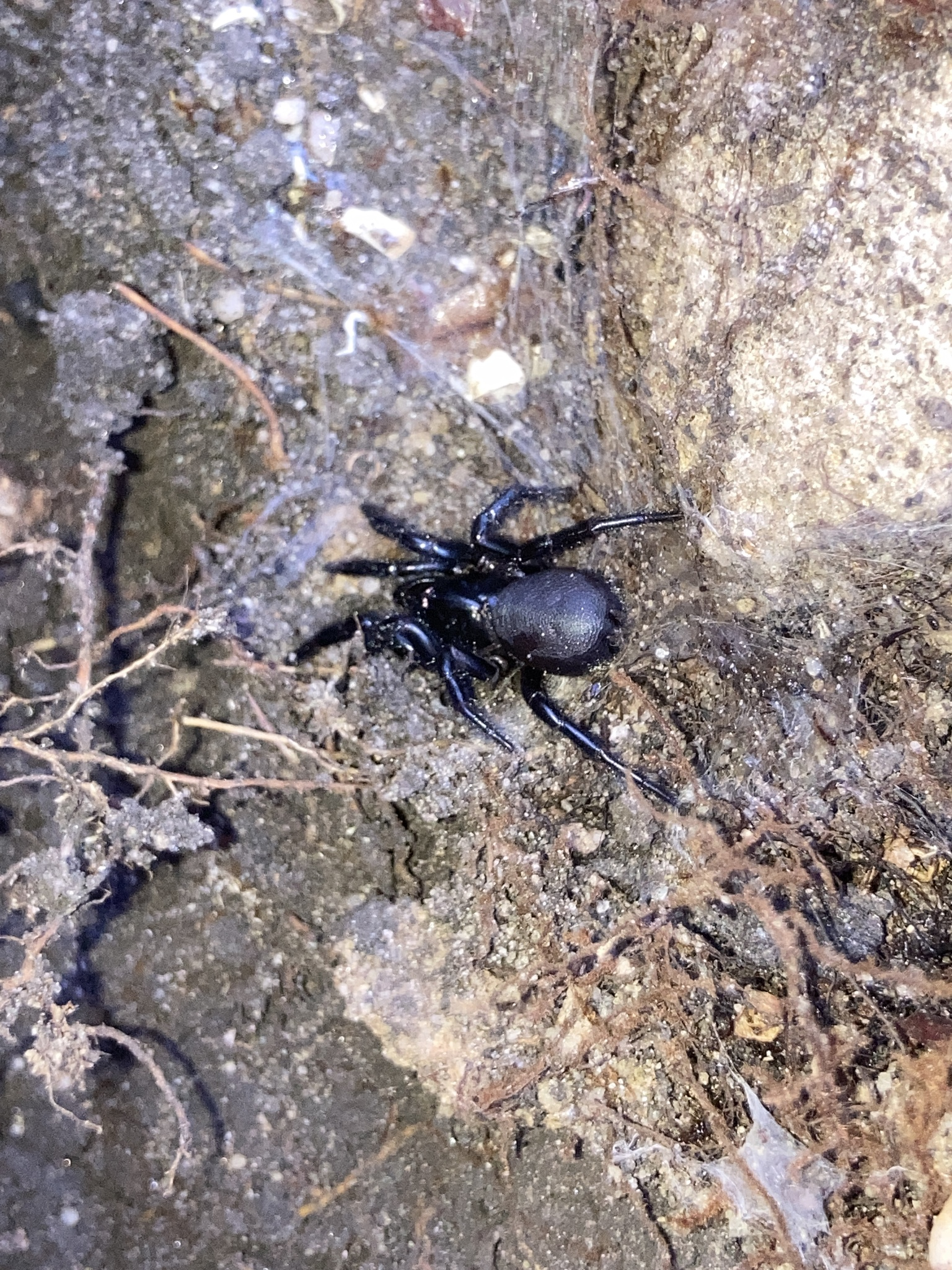
Rückansicht
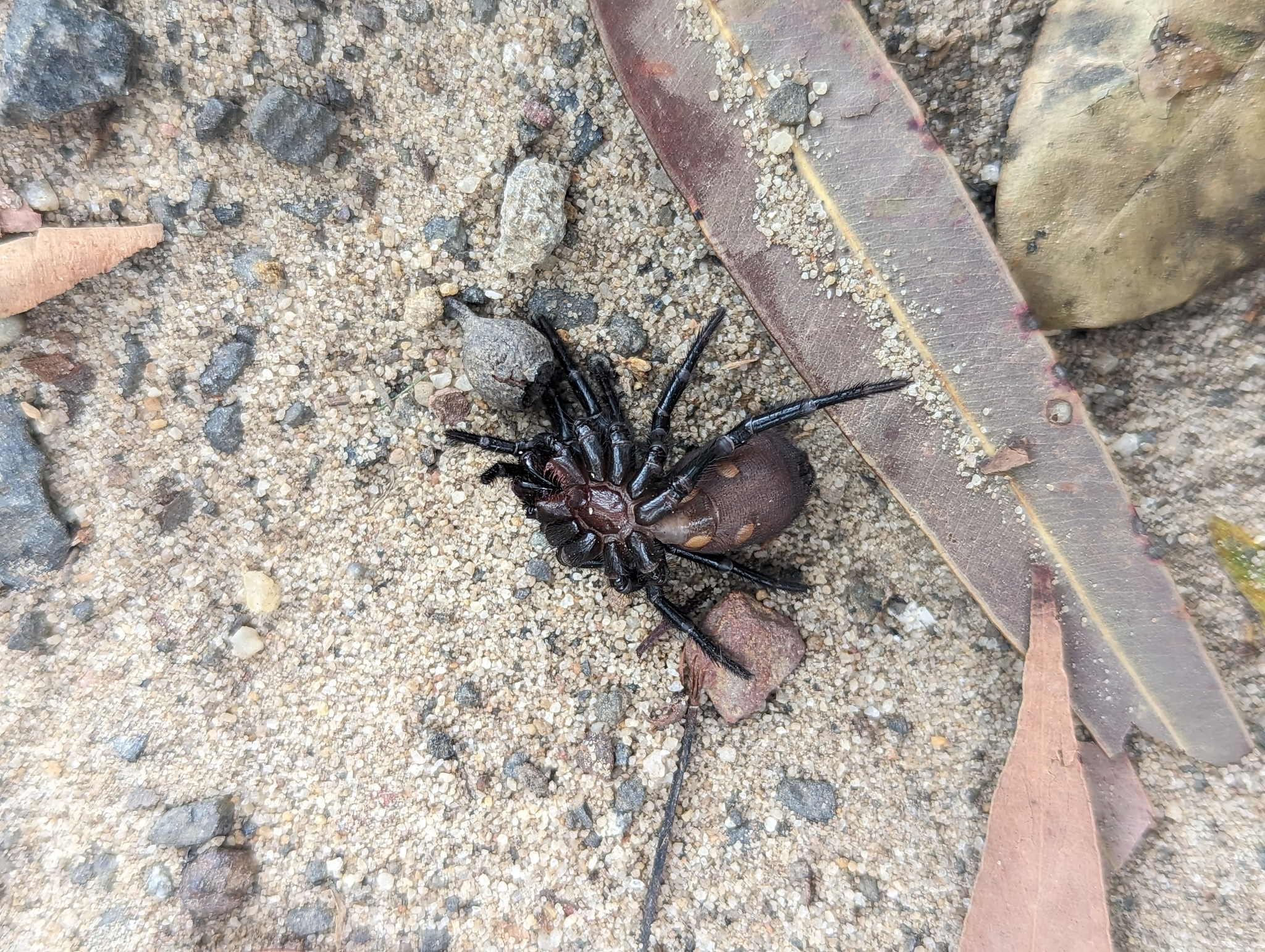
Ventralansicht

### Genitalmorphologische Merkmale
Die Bulbi (männliche Geschlechtsorgane) der Sydney-Trichternetzspinne wurden ebenfalls anhand des Holotyps untersucht. Diese sind mit einer Länge von 4,26 Millimetern etwa gleich lang wie beide Tibien der Pedipalpen. Der teguläre (rückseitige) Bereich eines einzelnen Bulbus ist eher klein und vom Aufbau her etwas breiter als lang. Die Basis des Embolus (letztes Sklerit, bzw. Hartteil des Bulbus) ist schwach vom Tegulum (mittleres Sklerit des Bulbus) versetzt. Der Schaft des Embolus hat einen langen Verlauf, ist leicht gebogen und sehr verjüngt. Der distale Bereich des Embolus ist schwach verdreht und die Austrittsstelle für das Sperma ist breit gebaut. Die Länge des Embolus beträgt bei dem Holotypen 3,60 und die mediane Breite 0,25 Millimeter.
Die eher länglichen und schmalen Spermatheken (Samentaschen) sind beim weiblichen Paratyp 1,5 Millimeter lang und 0,41 Millimeter breit. Sie sind sanft zur Mittellinie gebogen und die Basaltrennung ist doppelt so breit wie eine Spermathek.

### Ähnliche Arten
Die Sydney-Trichternetzspinne kann mit einigen anderen Spinnen verwechselt werden. So gibt es insbesondere innerhalb der Familie der Australischen Trichternetzspinnen (Atracidae) mehrere ihr ähnliche Vertreter, vor allem innerhalb der Gattung Atrax, zu der die Art selbst auch zählt. Als einzige der drei Arten der Gattung trägt die Sydney-Trichternetzspinne generell vergleichsweise viele Dorsalstacheln auf den Tibien der Pedipalpen. Das Männchen von Atrax sutherlandi hat einen Embolus, der verglichen mit dem der Sydney-Trichternetzspinne weniger länglich ausfällt. Das Männchen von Atrax yorkmainorum hat einen weniger flachen Versatz der Basis des Embolus vom Tegulum aus. Außerdem hat A. sutherlandi eine geringere Endgröße als die Sydney-Trichternetzspinne.
Von den Arten der zur gleichen Familie gehörenden und ebenfalls in Australien vorkommenden Gattung Hadronyche kann die Sydney-Trichternetzspinne wie die anderen beiden Vertreter der Gattung Atrax durch den weniger hohen cephalischen Bereich unterschieden werden. Außerdem befinden sich bei diesen Arten, einschließlich der Sydney-Trichternetzspinne, weniger robuste und schmalere Basalsegmente an den Cheliceren als bei dem Großteil der Vertreter der Gattung Hadronyche. Das Männchen von Illawarra wisharti hat eine mittelventrale Stachelreihe an allen Tarsen und beim Weibchen der Art ist das erste Beinpaar gänzlich stachellos. Außerdem sind beim Weibchen von Illawarra wisharti die Metatarsen des gleichen Beinpaars teilweise mit den Tarsen, die über vergrößerte Tarsalklauen verfügen, verschmolzen.
Daneben wird die Sydney-Trichternetzspinne wie die anderen Arten der Australischen Trichternetzspinnen gelegentlich mit den Arten der Gattung Missulena verwechselt, die im englischen Sprachraum als Mouse spiders (übersetzt „Mausspinnen“) bezeichnet werden und zu denen auch die Kleine Rotkopf-Mausspinne (Missulena occatoria) zählt. Die Gattung gehört zur Familie der Actinopodidae, die wie die Australischen Trichternetzspinnen zur Unterordnung der Vogelspinnenartigen (Mygalomorphae) zählt. Wesentliche Unterscheidungsmerkmale sind der bauchige cephalische Bereich und die ebenso geformten Cheliceren. Außerdem verfügen die Arten der Gattung Missulena über einen glänzenden Carapax und die an der Front befindlichen Augen sind weit beabstandet. Ferner sind die Spinndrüsen bei dieser Gattung wesentlich kürzer. Auch geht von Arten der Gattung Missulena für den Menschen eine höhere Gefahr aus. Allerdings gehen die meisten Bisse dieser Spinnen mit vergleichsweise glimpflich verlaufenden Symptomen einher.
Ein weiterer Verwechslungskandidat der Sydney-Trichternetzspinne ist die nicht näher verwandte Schwarze Hausspinne (Badumna insignis), die zur Familie der Gezeitenspinnen (Desidae) und somit zur Unterordnung der Echten Webspinnen (Araneomorphae) zählt. Mit einer maximalen Körperlänge von etwa zwei Zentimetern (einen Zentimeter beim Männchen) bleibt die Art jedoch meist wesentlich kleiner als die Sydney-Trichternetzspinne und kann wie alle Echten Webspinnen leicht durch die labidognathen (nach unten gerichteten) Cheliceren von allen Vogelspinnenartigen mitsamt der Sydney-Trichternetzspinne unterschieden werden, deren Cheliceren orthognath (nach vorne gerichtet) ausgelegt sind. Die Schwarze Hausspinne hat außerdem ebenfalls eine schwärzliche Grundfärbung, ihr Opisthosoma ist jedoch mit samtigen Setae bedeckt. Diese Art legt ähnlich wie die Sydney-Trichternetzspinne ein Trichternetz zu Fangzwecken an. Dieses erscheint jedoch stärker trichterförmig und hat einen aus mehreren zickzackartig angelegten Klebefäden angelegten Wohnröhreneingang. Außerdem legt die Art ihr Netzkonstrukt erhöht an Strukturen wie Baumstämmen oder Gebäuden an. Die Schwarze Hausspinne bevorzugt anders als die Sydney-Trichternetzspinne trockene Habitate und ist im Gegensatz zu dieser für den Menschen nicht wirklich gefährlich.

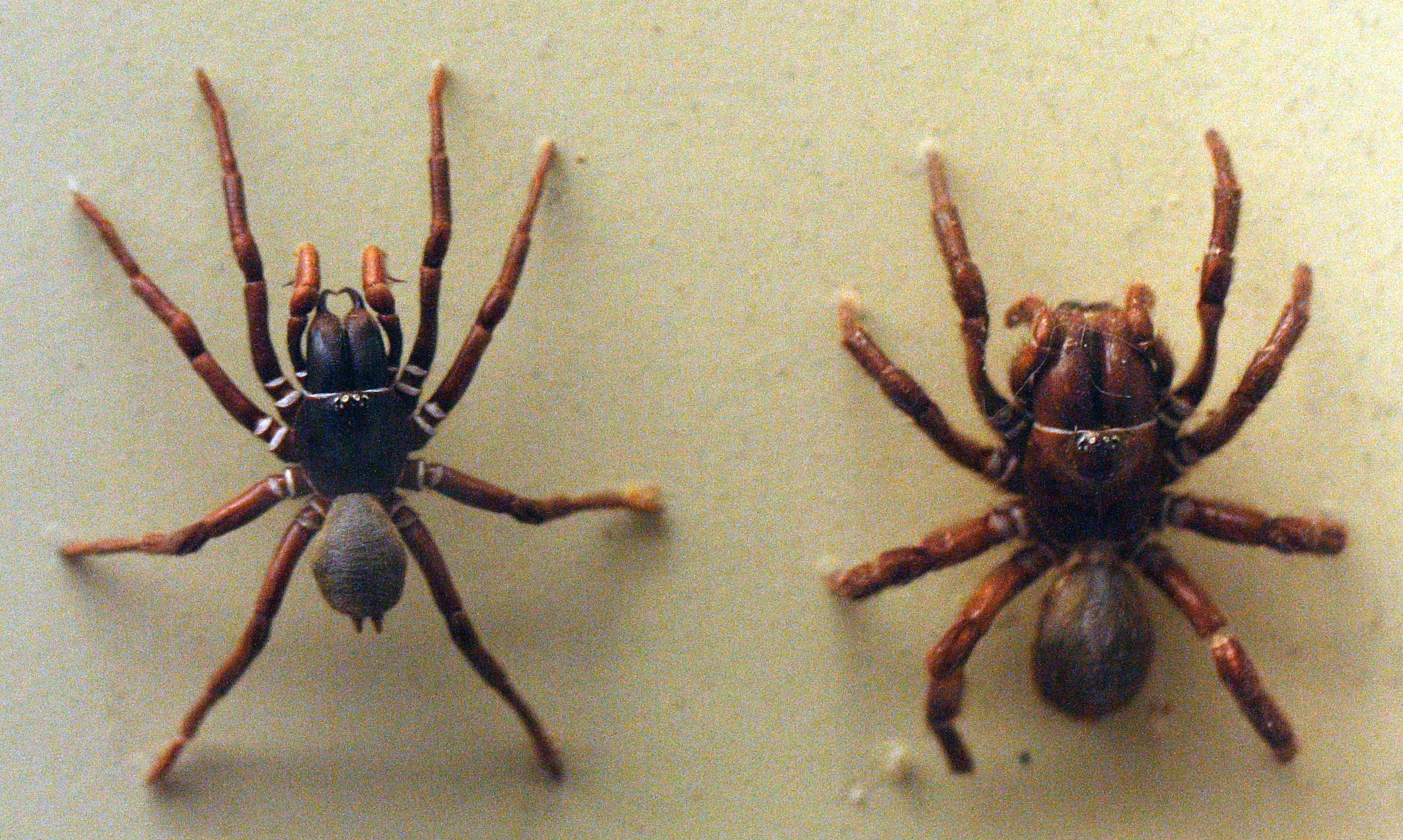
Männchen (links) und Weibchen (rechts) von Atrax sutherlandi
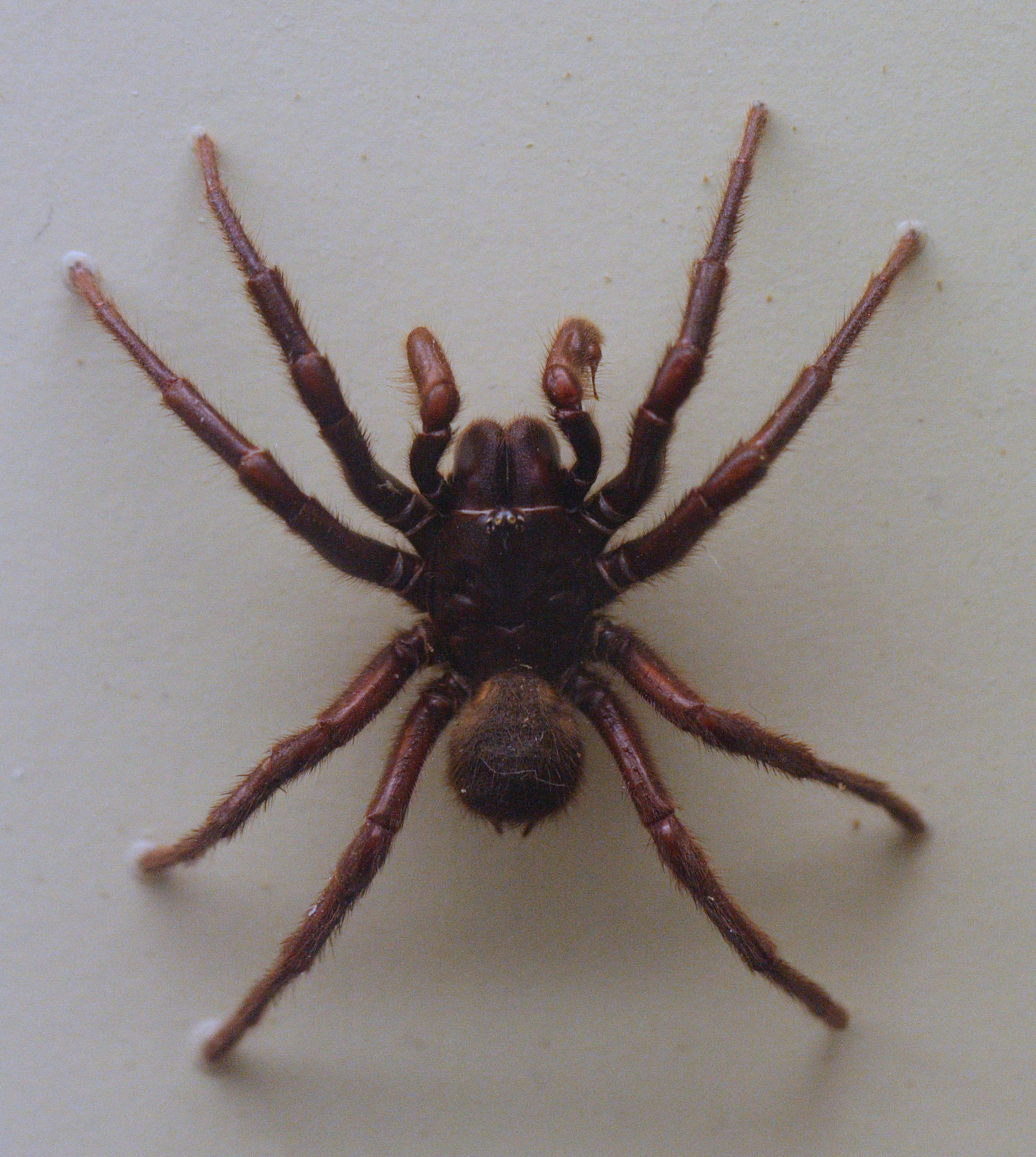
Männchen von Atrax yorkmainorum
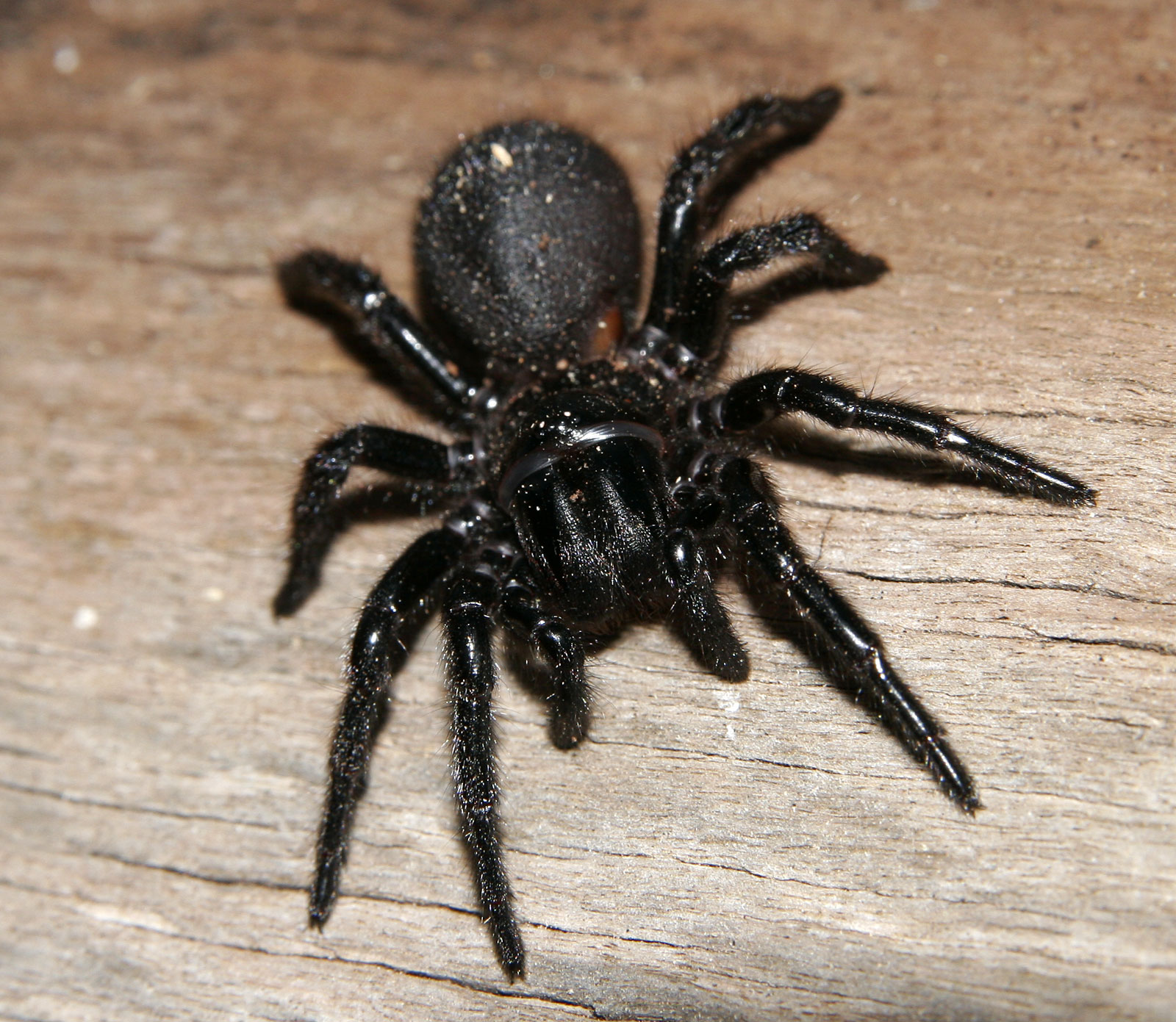
Weibchen von Hadronyche modesta
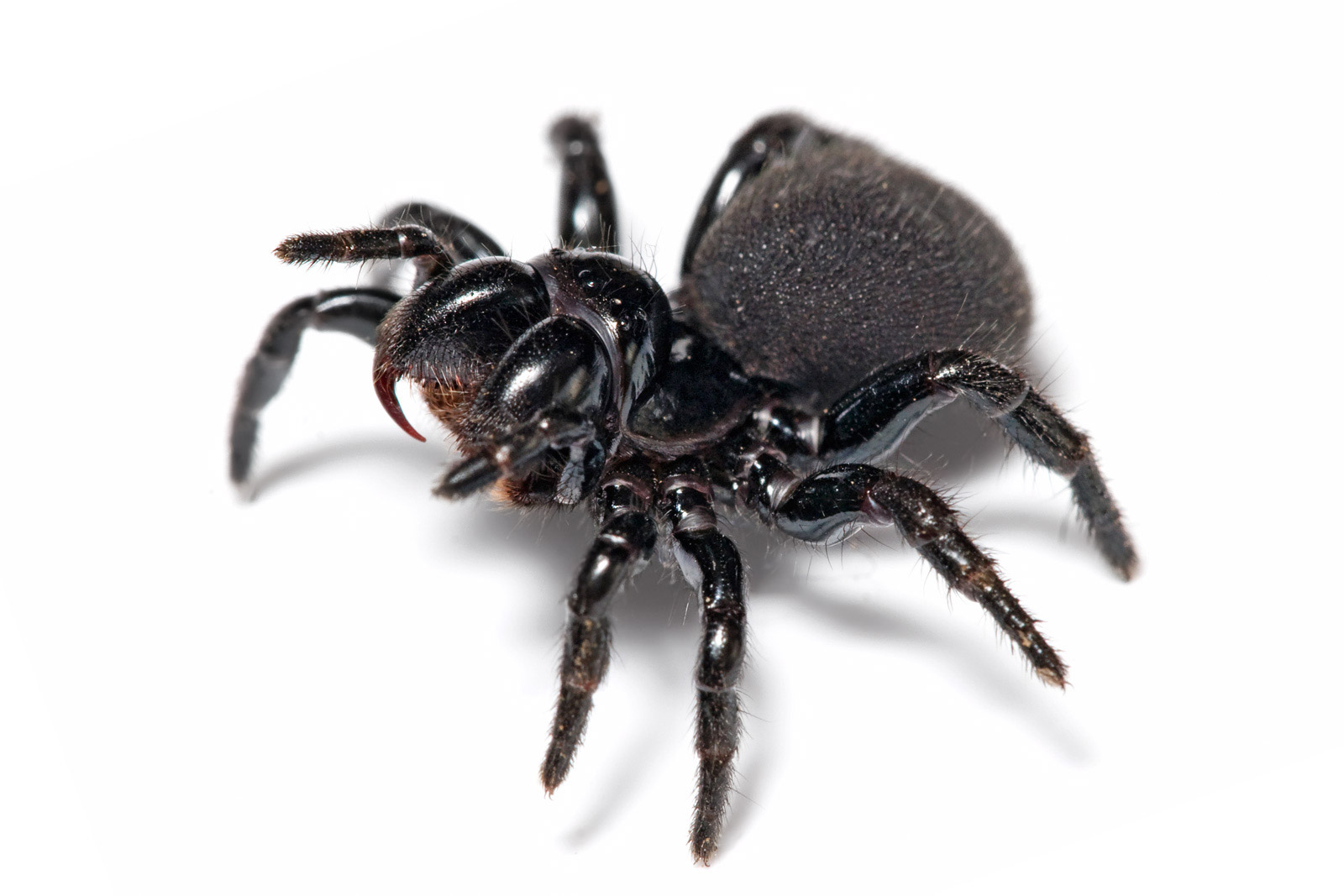
Weibchen von Missulena bradleyi
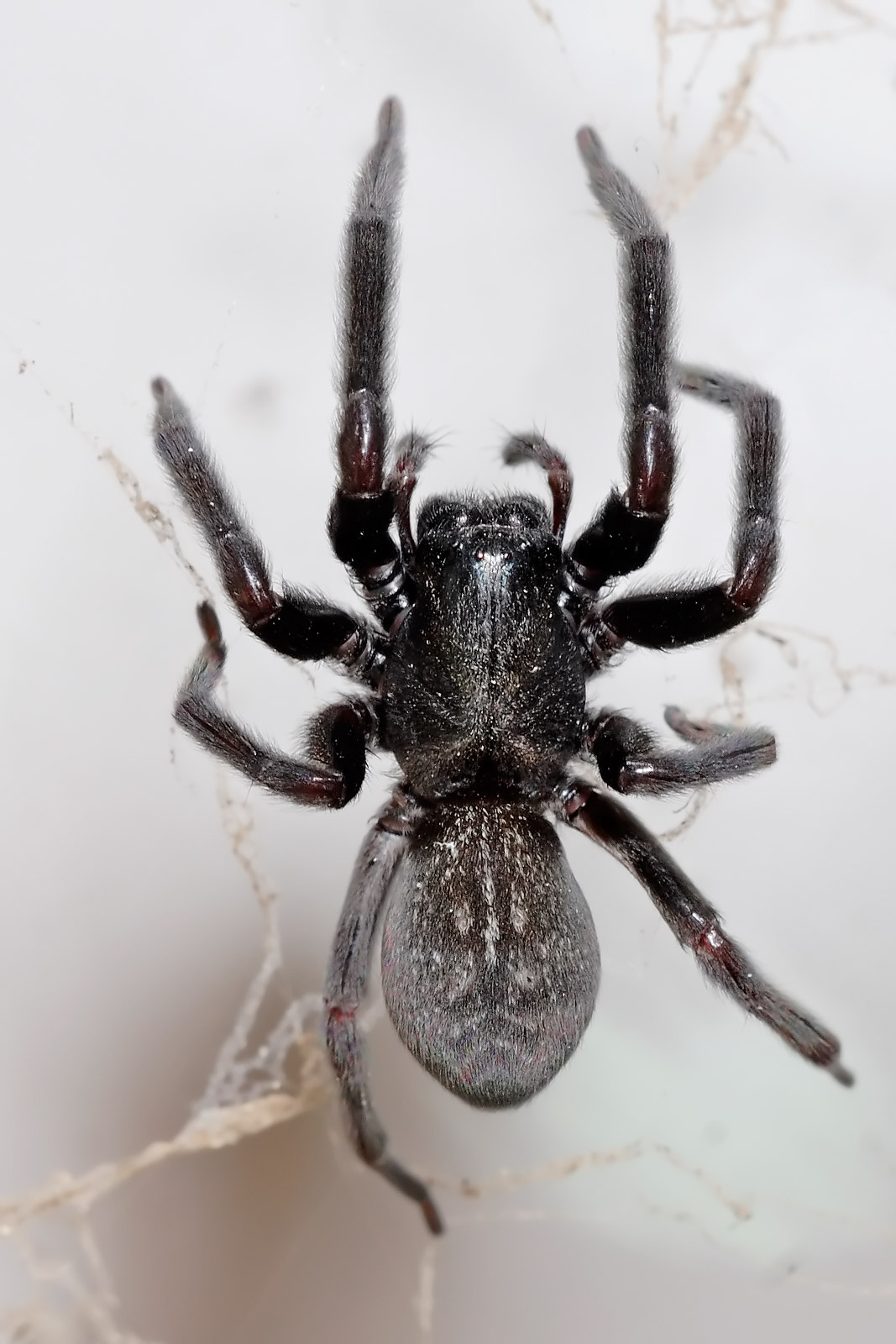
Weibchen der Schwarzen Hausspinne (Badumna insignis)

## Verbreitung und Lebensräume

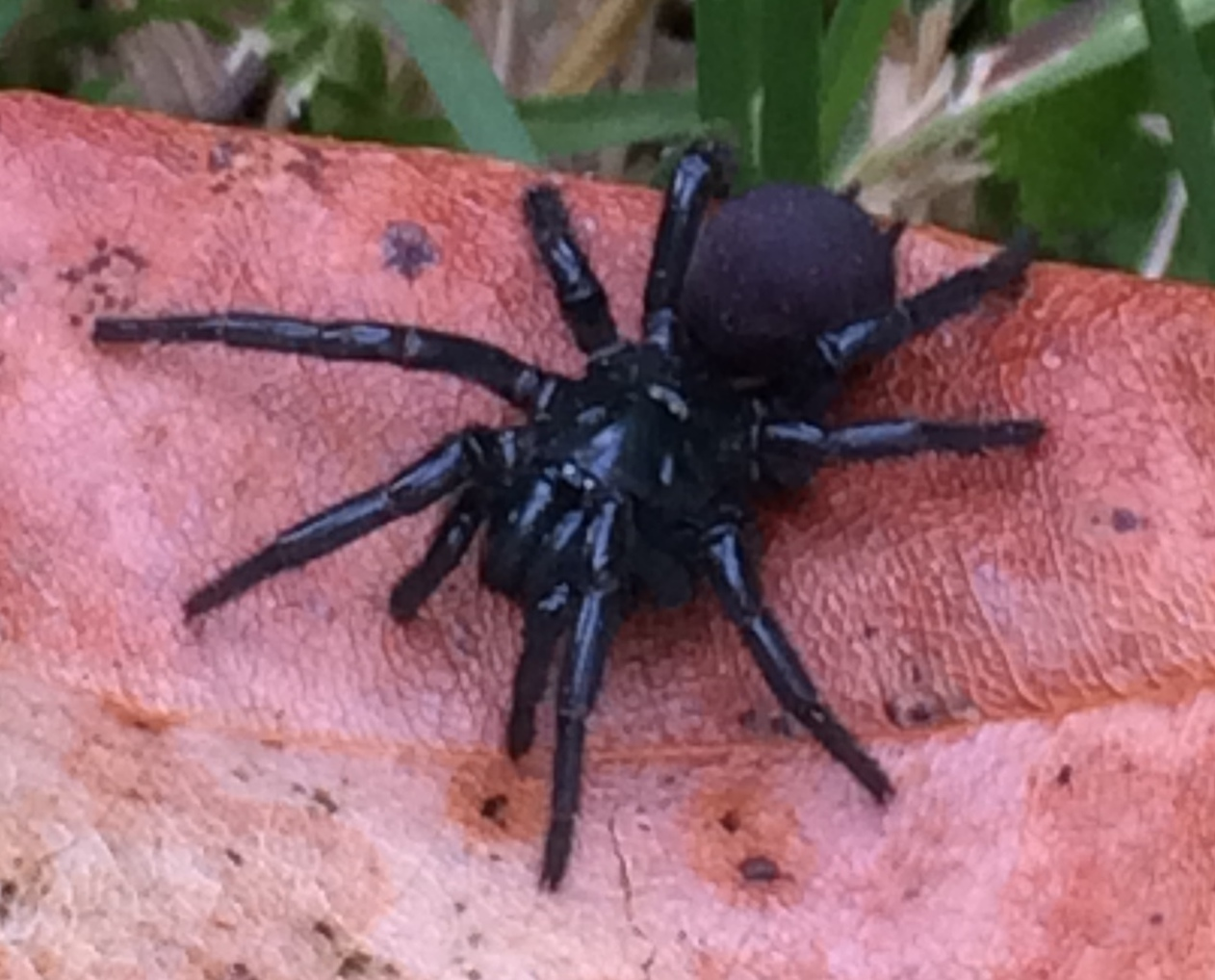
Weibchen in der Vegetation, gefunden in North Sydney

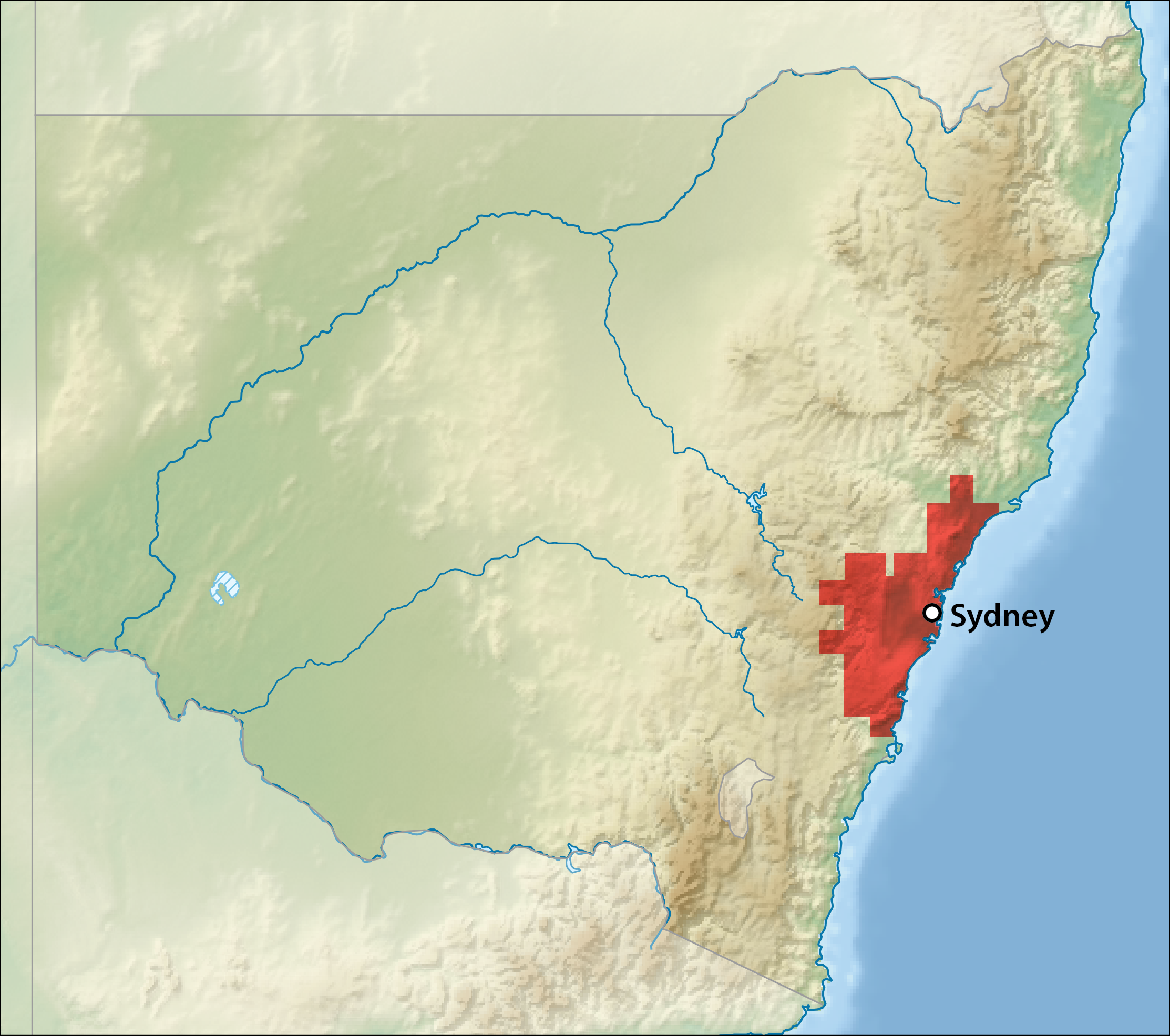
Verbreitung der Sydney-Trichternetzspinne

Das namensgebende Verbreitungsgebiet der Sydney-Trichternetzspinne befindet sich im Gebiet der australischen Stadt Sydney. Nördlich reicht es an die Central Coast, auch östlich wird es durch die Küste begrenzt, südlich reicht es bis zur Illawarra-Region und westlich grenzt es an die Blue Mountains.
Die bevorzugten Habitate (Lebensräume) der hygrophilen (feuchtigkeitsliebenden) Sydney-Trichternetzspinne bilden vor allem Küsten-, Hochland- und offene Wälder mit hohen Bäumen. Dabei zeigt die Art insbesondere eine Bevorzugung der bewaldeten Gebiete im Zentrum des Sydneybeckens. Dazu zählen das Hornsby-Plateau im Norden, die Ausläufer der Blue Mountains im Westen und das Woronora-Plateau im Süden. Im Gegensatz dazu ist das Auftreten der Sydney-Trichternetzspinne in großflächigen Gebieten zentralwestlicher Teile Sydneys und in den sandigen Küstenteilen der östlichen Vororte der Stadt sowie in der Botany Bay vergleichsweise gering. Dies liegt daran, dass die Art Gebiete mit sandigem Ton, Schiefer oder basalthaltigem Grund, in denen Feuchtigkeit besser gespeichert wird, bevorzugt.
Insbesondere geschlechtsreife Männchen, die auf der Suche nach Weibchen sind, gelangen bei der Suche nach einer Geschlechtspartnerin nicht selten in Vororte und geraten dort wiederum in Gartenanlagen oder Gebäude. Auch Funde männlicher Tiere in Swimmingpools sind überliefert, wo sie über mehrere Stunden überleben können.

## Lebensweise

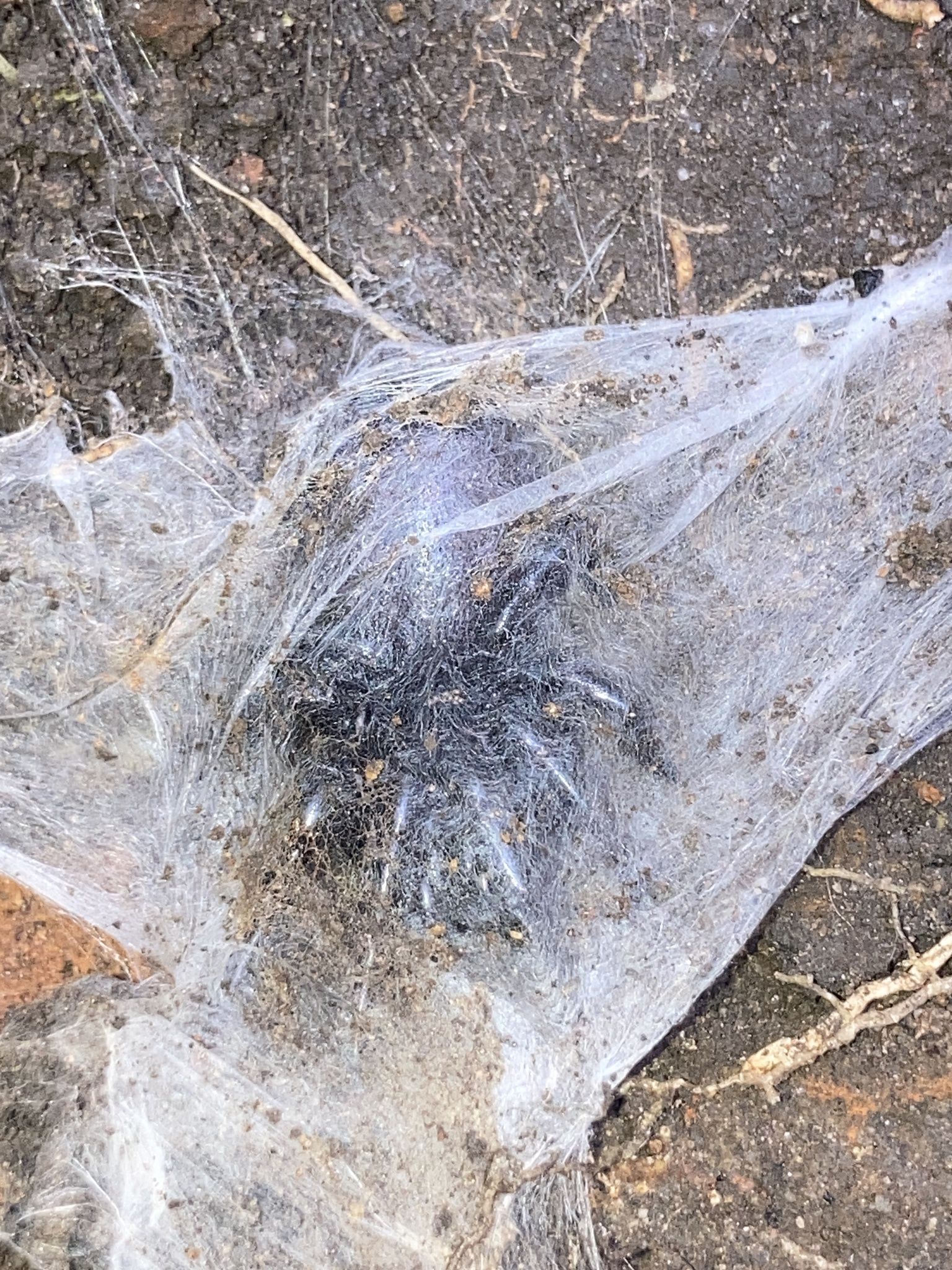
Weibchen im Wohngespinst seines Spinnennetzes

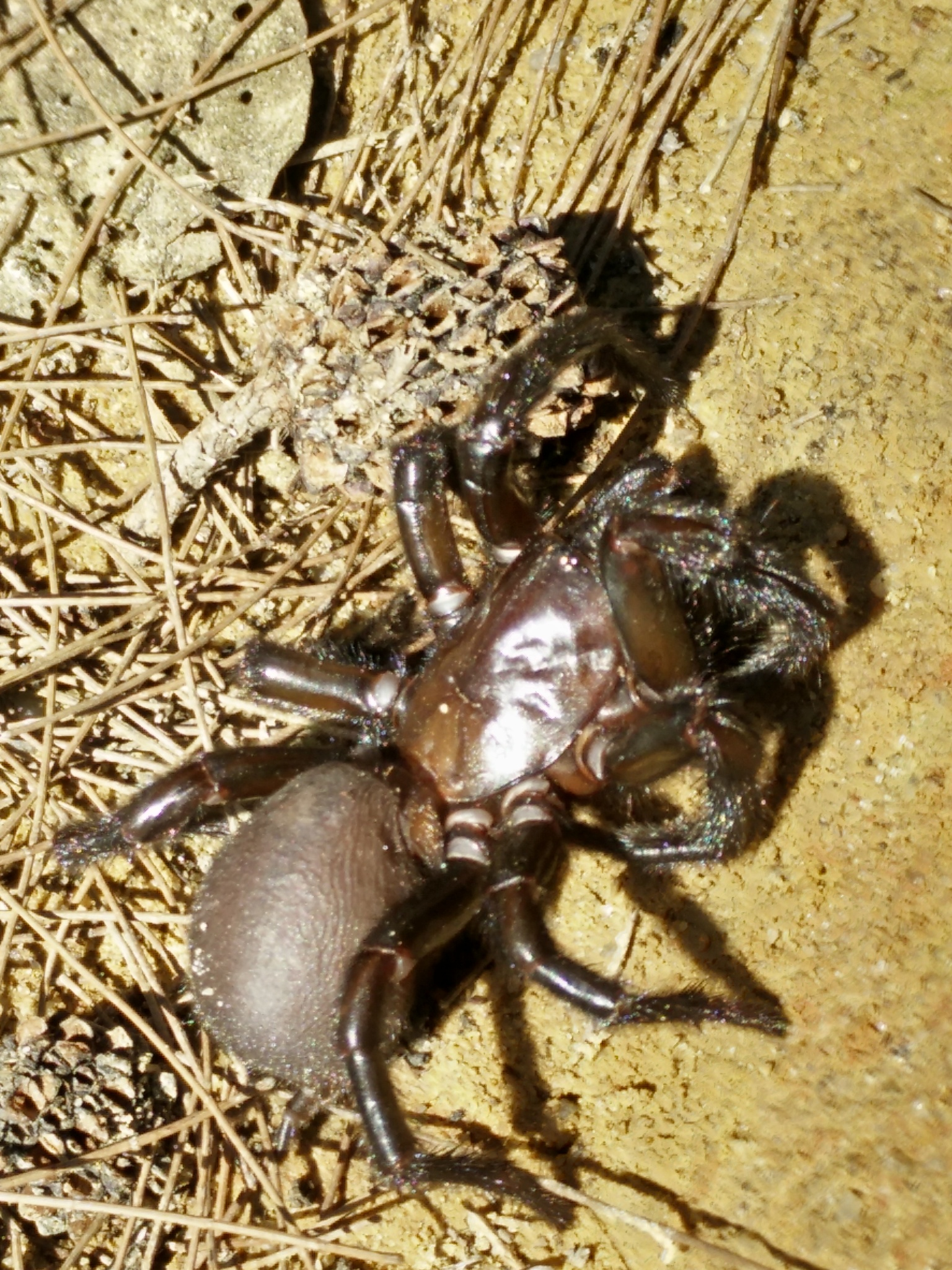
Sich reinigendes Weibchen

Die Sydney-Trichternetzspinne ist wie alle Australischen Trichternetzspinnen (Atracidae) nachtaktiv und lebt in tunnelartig ausgebauten Wohnröhren in bevorzugt feucht-kühler Umgebung. Die Wohnröhren sind mit trichter- oder röhrenförmigen Trichternetzen ausgekleidet und befinden sich häufig in geschützter Lage unter Steinen oder Totholz. Weitere begehrte Areale sind größere Rillen unter Felsen. Im urbanen Bereich ist die Art auch auf feuchten Böden unter Gebäuden, in Spalten in Steingärten und auf Komposthaufen zu finden.
Die Sydney-Trichternetzspinne verbringt den Großteil ihres Lebens in ihrem Unterschlupf. Wenn sie diesen verlässt, tut sie es für gewöhnlich nur am Morgen vor Sonnenaufgang oder bei Störungen. Lediglich nach schweren Regenfällen ist die Sydney-Trichternetzspinne häufiger außerhalb ihres Unterschlupfes anzutreffen, da dieser zumeist überflutet wurde. Wie viel Zeit die Art für den Bau und die Reinigung ihres Baus aufwendet, ist nicht bekannt. Überliefert ist jedoch, dass die Reinigung ebenfalls am Morgen vor Sonnenaufgang stattfindet.
Zur eigenen Körperreinigung verlässt die Sydney-Trichternetzspinne ebenfalls ihre Wohnröhre. Die Spinne legt sich auf eine Körperseite und reinigt die freiliegende mit den anderen Beinen. Dann dreht sie sich um und reinigt die andere Körperseite, auf der die Spinne zuerst lag. Die Art kann von ektoparasitären (auf der Oberfläche des Wirts lebenden) Raubmilben der Gattung Ljunghia befallen werden. Diese werden für die Spinne jedoch lediglich bei einem Massenbefall zu einer gesundheitlichen Gefahr.

### Jagdverhalten und Beutespektrum

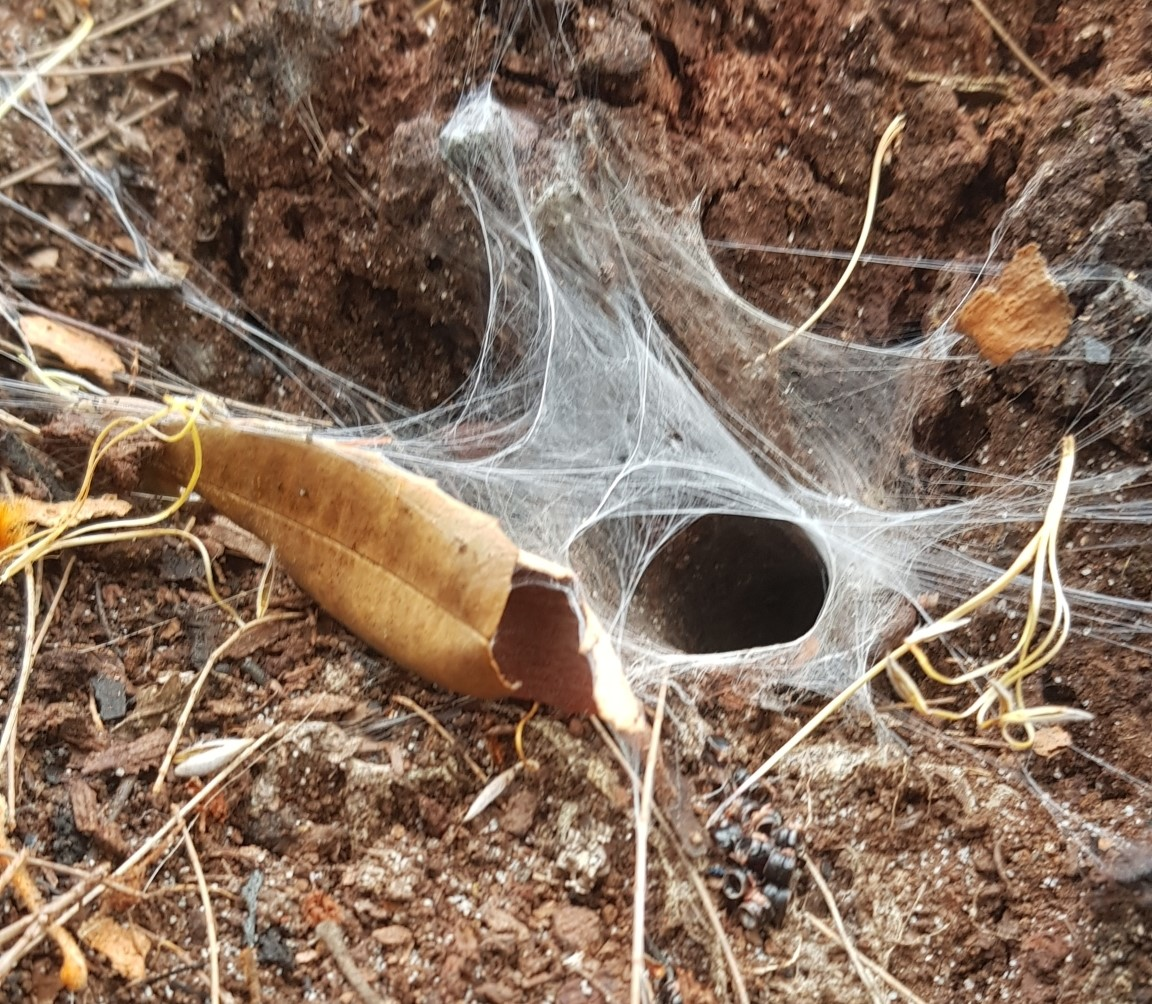
Trichternetz einer Sydney-Trichternetzspinne

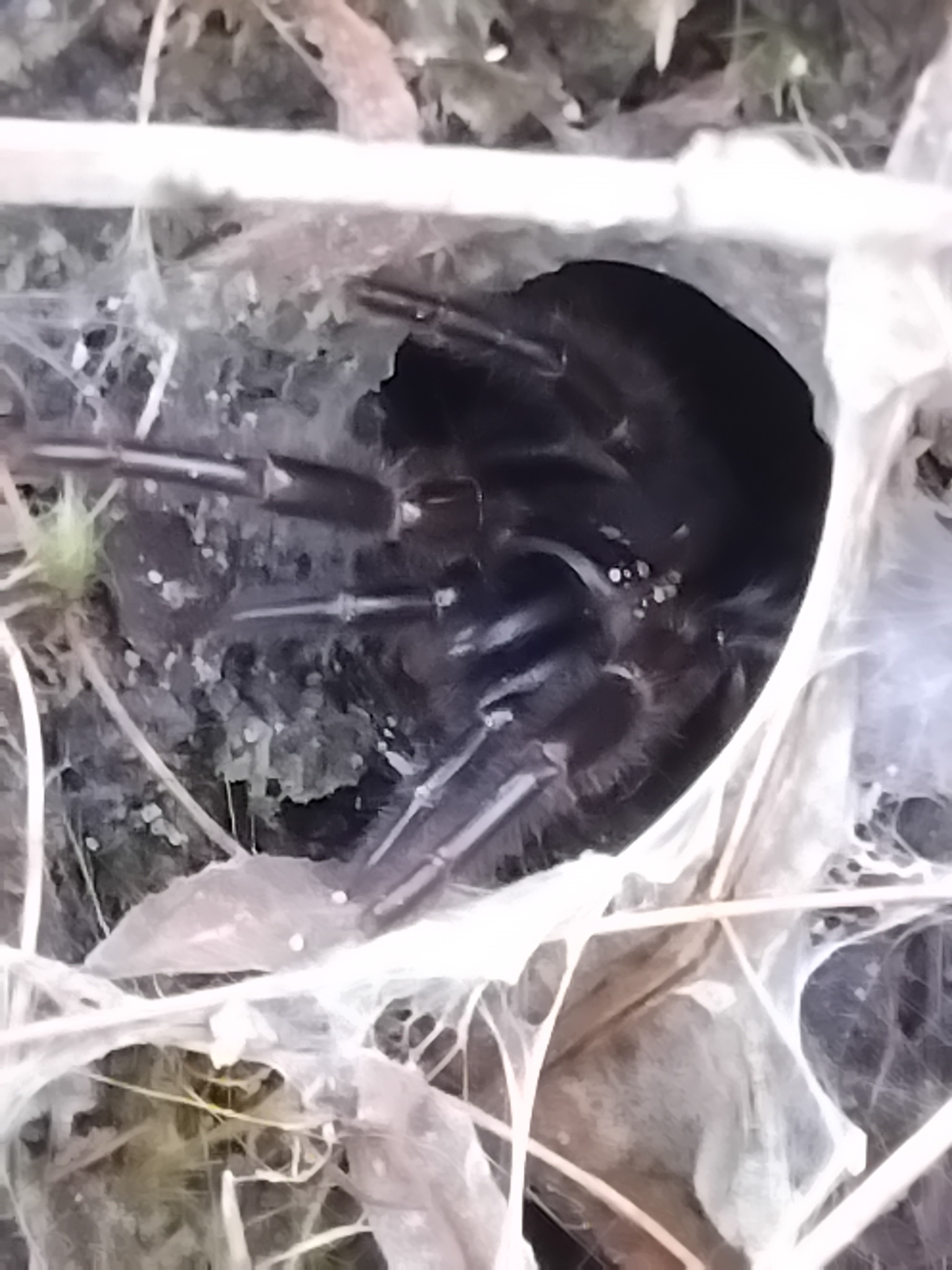
Auf Beute lauerndes Weibchen an der Röhrenmündung seines Netzes

Wie alle Spinnen ist die Sydney-Trichternetzspinne räuberisch und jagt wie alle Australischen Trichternetzspinnen (Atracidae) mithilfe eines Trichternetzes und somit als Lauerjäger.
Das Netz ist ein weißliches Seidenkonstrukt mit einer Größe von 20 bis 60 Zentimetern, das in der von der Spinne selbstgegrabenen Erdröhre mündet. Die Röhre dient als Unterschlupf der Spinne und schützt diese sowohl vor Austrocknung als auch vor Überhitzung. Der Eingang der Röhre hat die Form eines Y oder T und ist mit einem trichterförmigen Konstrukt aus Spinnenseide versehen, das der Sydney-Trichternetzspinne gemeinsam mit ihrem Verbreitungsgebiet ihren Trivialnamen eingebracht hat. Die Erdröhre ist wie bei den anderen Arten der Familie nicht tiefer als 30 Zentimeter. In der Nacht verweilt die Spinne gerne am Ausgang der Wohnröhre und hält die Vorderbeine auf die Netzdecke.
Der eigentliche Beutefang verläuft wie bei anderen Australischen Trichternetzspinnen. Gerät ein Beutetier auf die Netzfläche, reagiert die Spinne umgehend und schnellt aus ihrem Unterschlupf hervor. Dabei kann sie wie alle mit einem Netz jagenden Spinnen die Vibrationen des Beutetieres auf der Netzdecke wahrnehmen und dieses somit orten. In Reichweite gelangt, versetzt die Spinne dem Beuteobjekt einen Giftbiss mithilfe der Cheliceren, was zu dessen Flucht- und Wehrunfähigkeit führt. Das Beutetier wird dann von der Spinne in die Erdröhre transportiert und dort verzehrt. Zusätzlich kann die Sydney-Trichternetzspinne wie alle Arten der Familie Beutetiere auch freilaufend außerhalb des Unterschlupfes erlegen. Dies kommt besonders dann vor, wenn der Fangerfolg durch das Netz geringer wird und die Art versucht, ihren Nahrungsbedarf anderweitig zu decken.
Das Beutespektrum der Sydney-Trichternetzspinne besteht hauptsächlich aus bodenbewohnenden Gliederfüßern wie Käfern, Schaben, Tausendfüßern oder den Larven verschiedener Insekten. Erweitert wird es durch Schnecken und kleine Wirbeltiere wie Frösche oder kleinere Eidechsen.

### Abwehrverhalten und Verteidigung

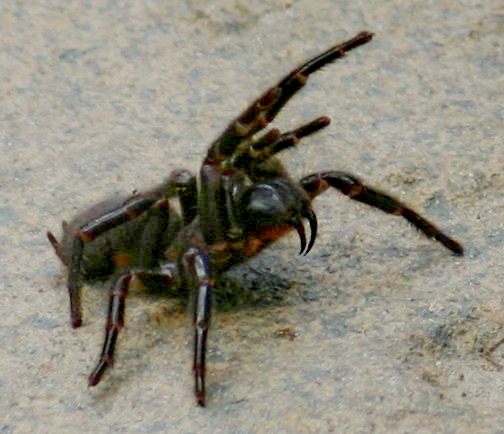
Drohgebärde eines Weibchens

Die Sydney-Trichternetzspinne gebärdet sich verglichen mit vielen anderen Spinnen recht aggressiv und ist bei Störungen leicht zu einem charakteristischen Abwehrverhalten zu animieren, bei dem die Spinne gegenüber potentiellen Prädatoren (Fressfeinden) zuerst eine für Vogelspinnenartige typische Drohgebärde vollführt und sich dabei aufrichtet, die vorderen Extremitäten in die Luft streckt und dem Angreifer die Cheliceren präsentiert. Ein Giftbiss kann als aktive Verteidigungsmethode seitens der Spinne folgen, sollte die Drohstellung keine Wirkung erzielen.
Das Gift des Männchens wirkt auf Wirbeltiere um das Fünffache stärker als das des Weibchens. Dies liegt daran, dass jenes für das aktive Aufsuchen eines Weibchens seinen schützenden Unterschlupf verlassen muss und dabei räuberischen Wirbeltieren wie Schmalfuß-Beutelmäusen (Sminthopsis) mit höherer Wahrscheinlichkeit ausgesetzt ist. Aufgrund der erhöhten Wirksamkeit des Gifts der männlichen Sydney-Trichternetzspinne kann deren Biss auch beim Menschen mit schwerwiegenden Komplikationen einhergehen.

### Lebenszyklus
Der Lebenszyklus der Sydney-Trichternetzspinne entspricht größtenteils dem anderer Australischer Trichternetzspinnen und gliedert sich wie bei Spinnen üblich über mehrere Phasen. Diese werden von den Jahreszeiten mitbestimmt. Die Phänologie (Aktivitätszeit) der Art beläuft sich theoretisch auf das ganze Jahr.

#### Fortpflanzung
Das Fortpflanzungsverhalten der Sydney-Trichternetzspinne gliedert sich in die für Spinnen üblichen Phasen des Aufsuchen eines Geschlechtspartners seitens des Männchens, der Balz und der eigentlichen Paarung. Es ist bei dieser Art vergleichsweise ausführlich erforscht.

##### Aufsuchen eines Weibchens und Spermaaufnahme

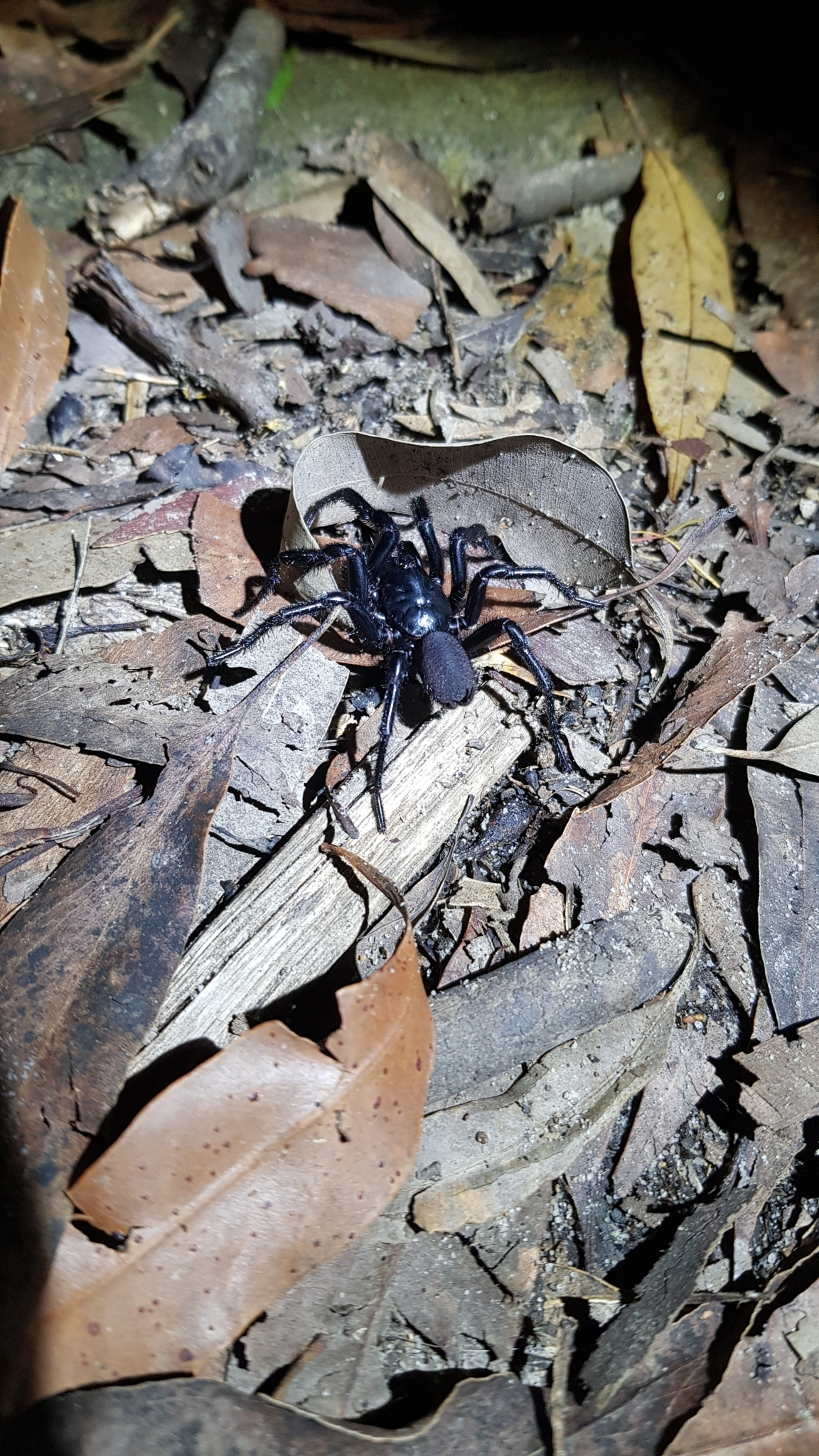
Männchen bei Nacht auf der Suche nach einem Weibchen

Sobald ein Männchen die Geschlechtsreife erlangt, sucht es ein Weibchen auf. Dies geschieht bei der Sydney-Trichternetzspinne im Sommer und im Herbst. Um eine Austrocknung und eine Begegnung mit Fressfeinden weitestgehend zu verhindern, verlässt das Männchen seinen Unterschlupf lediglich nachts und sucht Schutz auf, sobald der Tag anbricht. Das Finden eines Weibchens wird ermöglicht durch Pheromone (Botenstoffe), mit denen das Weibchen die Fangfäden seines Netzes versieht. Noch vor der Paarung fertigt das Männchen wie bei Spinnen üblich ein sogenanntes Spermanetz an, auf dem es sein Sperma abgibt und dann über die Bulbi aufnimmt. Dieses Spermanetz ist wie bei den anderen Vertretern der Australischen Trichternetzspinnen (Atracidae) von eher geringer Größe.

##### Balz
Ist dem Männchen die Suche nach dem Unterschlupf eines geschlechtsreifen Weibchens geglückt, begibt es sich direkt zu diesem hin und beginnt dabei ein für Vogelspinnenartige typisches Balzverhalten, das jedoch je nach Ausgangslage und Situation unterschiedlich verlaufen kann. Ist das Weibchen in seiner Wohnröhre verborgen, nähert es sich diesem und berührt mit seinen Pedipalpen und dem ersten Beinpaar die Seide des Unterschlupfes. Das Annähern des Männchens geschieht nicht immer in einem geraden Verlauf, sondern kann auch in einem zickzackartigen Laufkurs ausgeführt werden, bei dem das Männchen parallel, bei dem es mit den Extremitäten das Umfeld abtastet und mit den Pedipalpen Trommelbewegungen vollführt, ehe es den Eingang der Wohnröhre vom Weibchen mitsamt der davon ausgehenden Spinnfäden erreicht, wobei diese von Frank, Christensen, Lourenço, Harms und Buzatto selten vermerkt wurden und laut den Autoren dann angewandt werden, wenn das Weibchen entweder im Unterschlupf oder an seinem Ausgangsbereich befindlich ist. Für diese Bewegungen hebt das Männchen seine Pedipalpen auf und ab. Diese Extremitäten werden dann abwechselnd und wiederholend auf den seidenen Untergrund angelegt, sodass die dort befindlichen Spinnfäden dadurch immer wieder nach unten gedrückt und zeitgleich gestrichen werden. Das Männchen bleibt während der Trommelbewegungen entweder gänzlich stehen oder bewegt sich nur wenige Millimeter in Richtung der Wohnröhre.
Hält das Weibchen sich außerhalb seines Verstecks oder direkt am Röhreneingang auf, nähert sich das Männchen dem Weibchen in wenigen Schritten und unterbricht seine Fortbewegung für wenige Sekunden. Anschließend unternimmt es weidete Abtastungen und Trommeleinheiten, ehe es die Annäherung wieder aufnimmt. Die Tastbewegungen führt das Männchen mit den beiden vorderen und manchmal zusätzlich mit dem dritten Beinpaar aus. Die Tarsen der beanspruchten Beine bewegen sich jeweils um ein Zehntel ihrer eigenen Länge zum Körper hin und streichen dabei gelegentlich über den Untergrund, sodass die Fäden vom Unterschlupf des Weibchens gelegentlich bewegt werden. Dieses Verhalten nimmt ein Ende, sobald beide Geschlechtspartner in Berührung gelangen. Es kann vorkommen, dass das Männchen diese Form der Annäherung im Falle ihres Auftretens gänzlich unterbricht, sobald es einige Zentimeter vom Weibchen entfernt ist, und sich diesem dann jagdartig annähert. Das Tastverhalten des Männchens scheint jedoch den Analysen Franks, Christensens, Lourenços, Harms und Buzattos nach unabhängig vom Szenario die Regel zu sein.
Zusätzlich setzen Bewegungen des zweiten Beinpaares ein, sobald sich das Männchen dem Weibchen angenähert hat und einen halben bis ganzen Zentimeter von dessen Wohnröhre aufhält. Das Männchen positioniert sich vor dem Weibchen und vibriert sehr subtil mit einem oder beiden Beinen besagten Paares, während der restliche Körper bewegungslos verharrt. Die Tarsen der Beine verbleiben in jeweils gleicher Position mit dem Untergrund in Kontakt, während sich die Segmente zwischen den Femora und Metatarsen rhythmisch sich wiederholend ganz leicht zusammenziehen und unmittelbar danach wieder entspannt werden. Die Dauer derartiger Vibrationsbewegungen beträgt etwa 3,6 Sekunden je Einheit, wobei die Anzahl der kontinuierlichen Wiederholungen nach bisherigen Kenntnissen zwischen 1 und 24 liegt. Nach einigen Vibrationseinheiten unterbricht das Männchen die Vibrationsbewegungen und ändert seine Position, indem es sich entweder auf das Weibchen zubewegt oder sich ein wenig von diesem distanziert und zu anderen Balzmethoden übergeht. Diese Unterbrechungen dürften eine durchschnittliche Dauer von 17,4 Sekunden aufweisen. Nach diesen Unterbrechungen beginnt es gegebenenfalls erneut zu vibrieren. Die Vibrationen und die Unterbrechungen wechseln sich ab mit einer maximalen Gesamtdauer von 8 Minuten. Andere währenddessen angewandte Balzmethoden des Männchens sind etwa Klopfbewegungen mit den Beinen, während derer das Männchen abwechselnd die Tarsen des ersten Beinpaares beansprucht, um kurz und wiederholt die vorderen Beine oder die Pedipalpen des Weibchens zu berühren. Diese Klopfeinheiten des ersten Beinpaares treten in den Unterbrechungen der Bewegungen des zweiten Beinpaares auf, aber auch dann, wenn sich das Weibchen im Trichter seines Unterschlupfes oder außerhalb davon befindet.
Daneben kann es zu Körpervibrationen des Männchens kommen, die dann ausgeführt werden, wenn sich das Männchen in der Nähe des Weibchens oder am Eingang seines Unterschlupfes befindet. Hier zieht das Männchen alle Beine in sehr kurzen und sich wiederholenden Einheiten zusammen und lässt sie wieder ausspannen sich, was in einer Vibration des gesamten Körpers resultiert, während die Enden aller Beine an den gleichen Standpunkten in Kontakt mit dem Untergrund bleiben.
Das Männchen erweitert den Röhreneingang vom Unterschlupf des Weibchens, wenn es sich in dessen Trichter begibt. Dann streckt es seine Beine aus, was zu einer ausladenden Bewegung des Körpers führt, die dann die Seidenwände des Baus um etwa ein Viertel auf die Körpergröße des Männchens anhebt. Bei dieser Bewegung des Männchens, die einem Liegestütz ähnelt, wird manchmal simultan zum Ausheben vom Männchen Spinnseide produziert.
In seltenen Fällen kommt es zu Verfolgungen des Weibchens seitens des Männchens, sofern das Männchen den Rückzugsort des Weibchens ausfindig macht und dieses verfolgt, bis diesem ein weiterer Rückzug nicht mehr möglich ist. Am Ende einer derartigen Verfolgung versucht das Männchen unmittelbar, das Weibchen anzuheben.
Das Weibchen selber verharrt gelegentlich reglos, sofern es sich außerhalb seiner Wohnröhre befindet und ein Männchen sich annähert. Es setzt größtenteils jegliche Bewegungen einschließlich Positionsänderungen aus und zeigt keinerlei Reaktion auf die Anwesenheit des Männchens. Dieses Verhalten kann bis zu 91 Sekunden andauern und dieser ausbleibenden Response auf die Anwesenheit und Balz des Männchens geht der direkte Körperkontakt zwischen beiden Geschlechtspartnern voraus. Das Weibchen verfällt in einen etwas ruhigen Zustand, wenn es kurz vor Beginn der Kopulation vom Männchen hochgehoben wird, wobei es eine vertikale Position einnimmt. Es legt seine Geschlechtsöffnung frei und bewegt seine Extremitäten dann nur sehr gemächlich. Es verbleibt für 3,2 bis 55,02 Sekunden in diesem Zustand, dies normalerweise im Falle einer geglückten Kopulation. Genauso ist möglich, dass das Weibchen dem Männchen gegenüber ein der Drohgebärde ähnliches Verhalten einnimmt, sollte letzteres das Weibchen entweder wieder verlassen oder mit ihm in Berührung kommen. Während dieses Verhaltens bewegt sich das Weibchen schnell vorwärts und in untere Richtung gegen seinen Geschlechtspartner. Das Weibchen kann dieses Vorschnellverhalten entweder zeigen, wenn es entweder vor der Begattung bereits mit dem Männchen in körperlichen Kontakt geriet oder gerade dabei ist, körperlichen Kontakt mit dem Männchen aufzunehmen.

##### Paarung
Das eigentliche Paarungsverhalten der Sydney-Trichternetzspinne entspricht grundsätzlich dem anderer Australischer Trichternetzspinnen (Atracidae). Die Kopulation erfolgt nach dem Vorschnellverhalten und entspricht der für Vogelspinnenartige typischen Paarungsstellung I, bei der das Männchen das Weibchen von unten anhebt. Dabei umklammert das Männchen der Sydney-Trichternetzspinne mit seinem zweiten Beinpaar die basalen Teile von den Femora gleichen Beinpaares beim Weibchen und fixiert diese Bereiche in der Aushöhlung zwischen seinen Apophysen. Gleichzeitig stemmt das Männchen das erste Beinpaar gegen die Cheliceren und Palpen des sich aufbäumenden Weibchens und drückt es nach oben und hinten. Dabei hebt das Männchen seinen Geschlechtspartner oftmals so sehr an, dass dieser auf dem posterioren Ende seines Opisthosoma ruht und beinahe nach hinten fällt. Allgemein kommt diese Paarungsstellung dem Männchen zugute, da das Weibchen sich nicht aus seiner Fixierung lösen kann und Sexueller Kannibalismus während der Kopulation dadurch verhindert wird. Allgemein ist Sexueller Kannibalismus bei dieser Art wie bei auch sonst bei Vogelspinnenartigen nicht die Regel.
Während das Weibchen bei der Begattung keinerlei Bewegungen ausführt, reibt das Männchen seine Bulbi in kleinen Bewegungen gegen die Ventralfläche des weiblichen Opisthosomas. Dabei scheint es sich um Bewegungen zu handeln, die mit der eigentlichen Befruchtung, der Insertion (Einfuhr) der Bulbi in die Geschlechtsöffnung des Weibchens, zusammenhängen. Außerdem kommen die Bulbi des Männchens gelegentlich mit dem Sternum des Weibchens in Berührung. Einige Zeit nach der Paarung trennen sich beide Geschlechtspartner wieder voneinander, wobei das Weibchen manchmal das Männchen aktiv verjagt.

#### Eiablage und Schlupf
Ein begattetes Weibchen kann das vom Männchen übertragene Sperma sofort nutzen oder über längere Zeit in seinen Spermatheken aufbewahren. Dann fertigt es im späten Frühjahr oder im Sommer einen weißen Eikokon von runder Form und mit einem Durchmesser von etwa 20 Millimetern an. Er enthält 80 bis 250 Eier. Der Eikokon wird dann vom Weibchen bewacht. Gleiches trifft auf die nach einiger Zeit schlüpfenden Jungtiere zu. Diese verlassen dann im Spätsommer das Verlies des Muttertiers. Ab dann ist bei den Jungtieren auch Kannibalismus zu vermerken.

#### Heranwachsen und Lebenserwartung

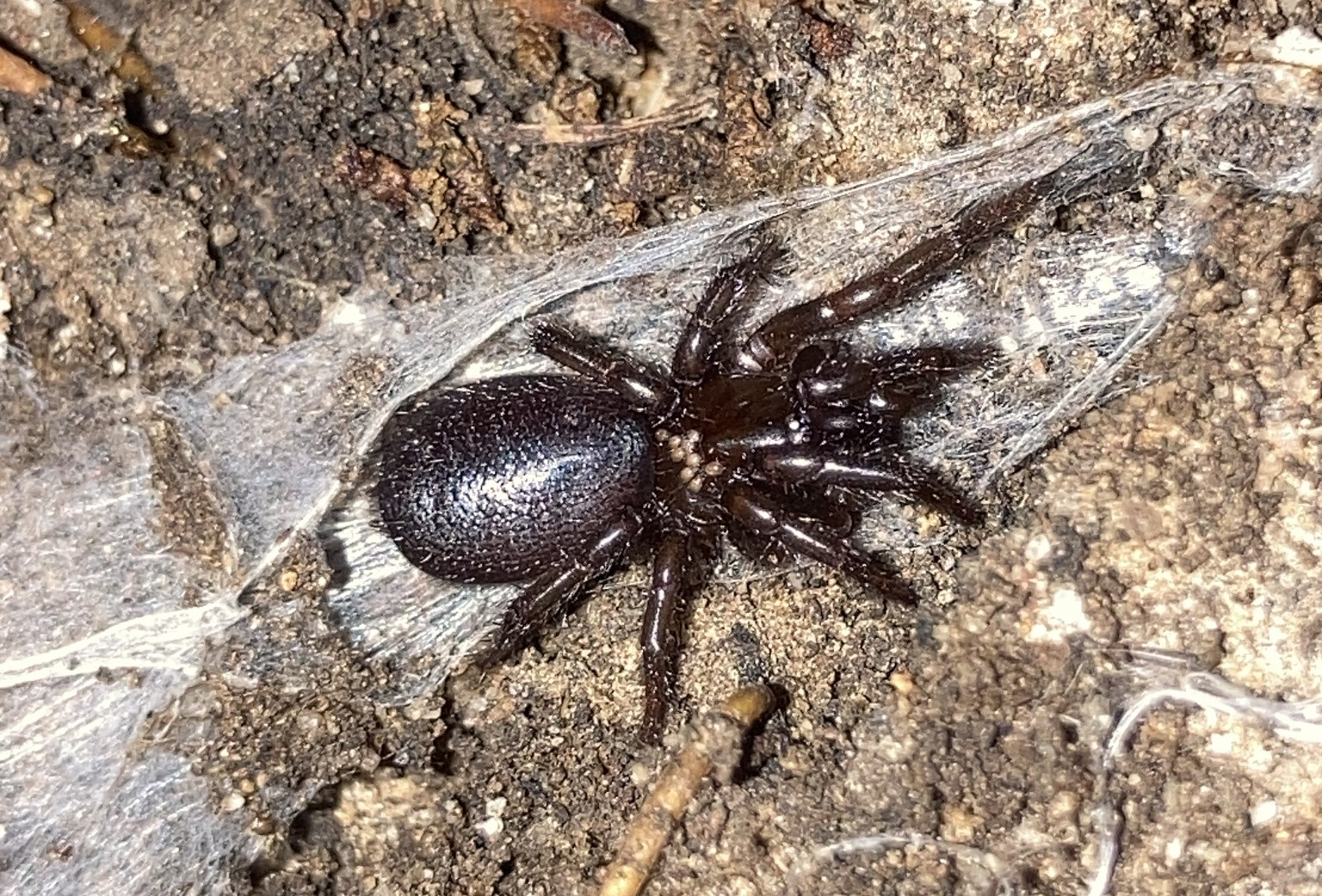
Jungtier mit Milbenbefall

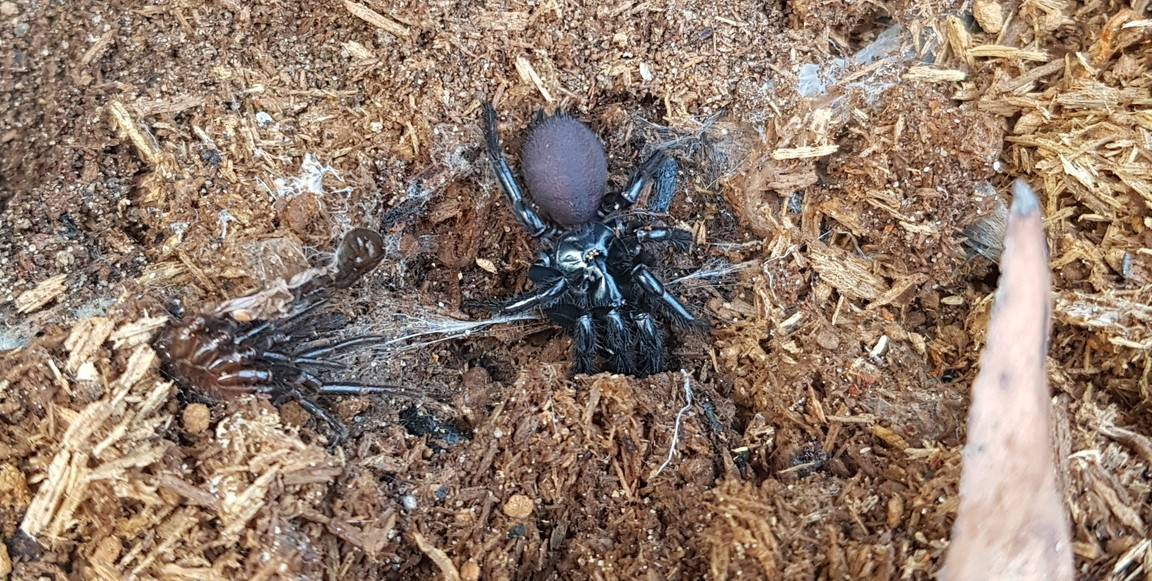
Weibchen mit Milbenbefall und Exuvie (links) in seinem Netz

Sobald die Jungtiere, die sich noch in der Paarungssaison der Mutter von ihr trennen, selbstständig werden, nehmen sie eine Lebensweise an, die der der ausgewachsenen Spinnen gleicht, und legen ebenso Trichternetze mit selbst gegrabenen Erdröhren an. Um zu wachsen, müssen sich die Jungtiere der Sydney-Trichternetzspinne wie bei Gliederfüßern üblich häuten. Die genaue Anzahl der benötigten Häutungen ist bei der Art jedoch bislang unbekannt. Während sich Jungtiere bei guter Nahrungsversorgung anfangs monatlich häuten können, sinkt mit zunehmendem Alter das Intervall der Häutungen, bis der zeitliche Abstand zwischen den Häutungen mehr oder weniger ein Jahr beträgt. Die ausgewachsenen Individuen häuten sich dann fest jährlich.
Das Männchen der Sydney-Trichternetzspinne benötigt für das Heranwachsen insgesamt fünf Jahre und durchlebt dann im fünften Jahr auch seine einzige Paarungszeit. Die genaue Zeit des Heranwachsens beim Weibchen ist bisher ungeklärt. Es hat, wie es bei Spinnen der Regel entspricht, eine längere Lebenserwartung gegenüber dem Männchen von 15 bis 20 Jahren.

## Systematik
Die Sydney-Trichternetzspinne erhielt bei ihrer Erstbeschreibung von Octavius Pickard-Cambridge im Jahr 1877 die wissenschaftliche Bezeichnung Atrax robustus, die seitdem nie geändert wurde. Der aus dem Lateinischen stammende Artname robustus rührt von den kräftigen Cheliceren der Spinne her.
Octavius Pickard-Cambridge beschrieb die Sydney-Trichternetzspinne (Atrax robustus) nach einem Weibchen. Das Männchen wurde 1914 durch den australischen Entomologen und Arachnologen William Joseph Rainbow irrtümlich als eigene Art unter dem Namen Euctimena tibialis beschrieben. 1927 konnte Anthony Musgrave den Irrtum aufklären und Euctimena tibialis mit Atrax robustus synonymisieren. In derselben Studie aus dem Jahr 1914 beschrieb William Joseph Rainbow aber auch ein Weibchen der Sydney-Trichternetzspinne, jedoch unter dem Namen Poikilomorphia montana. Poikilomorphia montana wurde zuerst 1985 von B. Y. Main als Atrax montana in die Gattung Atrax gestellt, bis Michael R. Gray die Art 1988 nach morphologischen und elektrophoretischen Daten endgültig mit Atrax robustus synonymisierte.

### Unterarten
Im Januar 2025 wurde bekannt, dass es sich bei der Sydney-Trichternetzspinne nicht um eine Art handelt, sondern um drei verschiedene Arten, nämlich die „echte“ Sydney-Trichterspinne (Atrax robustus), die im Großraum Sydney relativ weit verbreitet ist, die Art Atrax montanus, die ebenfalls in Sydney beschrieben, aber erst jetzt als eigene Art anerkannt wurde und die dritte und bisher unbekannte Art, Atrax christenseni, die um Newcastle lebt und bei Forschern den Spitznamen Big Boy trägt.

## Toxikologie
Aufgrund ihres auch beim Menschen wirkungsvollen Gifts ist die Sydney-Trichternetzspinne ein bedeutendes Forschungsobjekt innerhalb der Toxikologie (Lehre von Giftstoffen) geworden. Ihr Gift wurde bereits in der Vergangenheit sowohl aufgrund dessen als auch aus anderen Gründen mehrfach analysiert.

### Gift

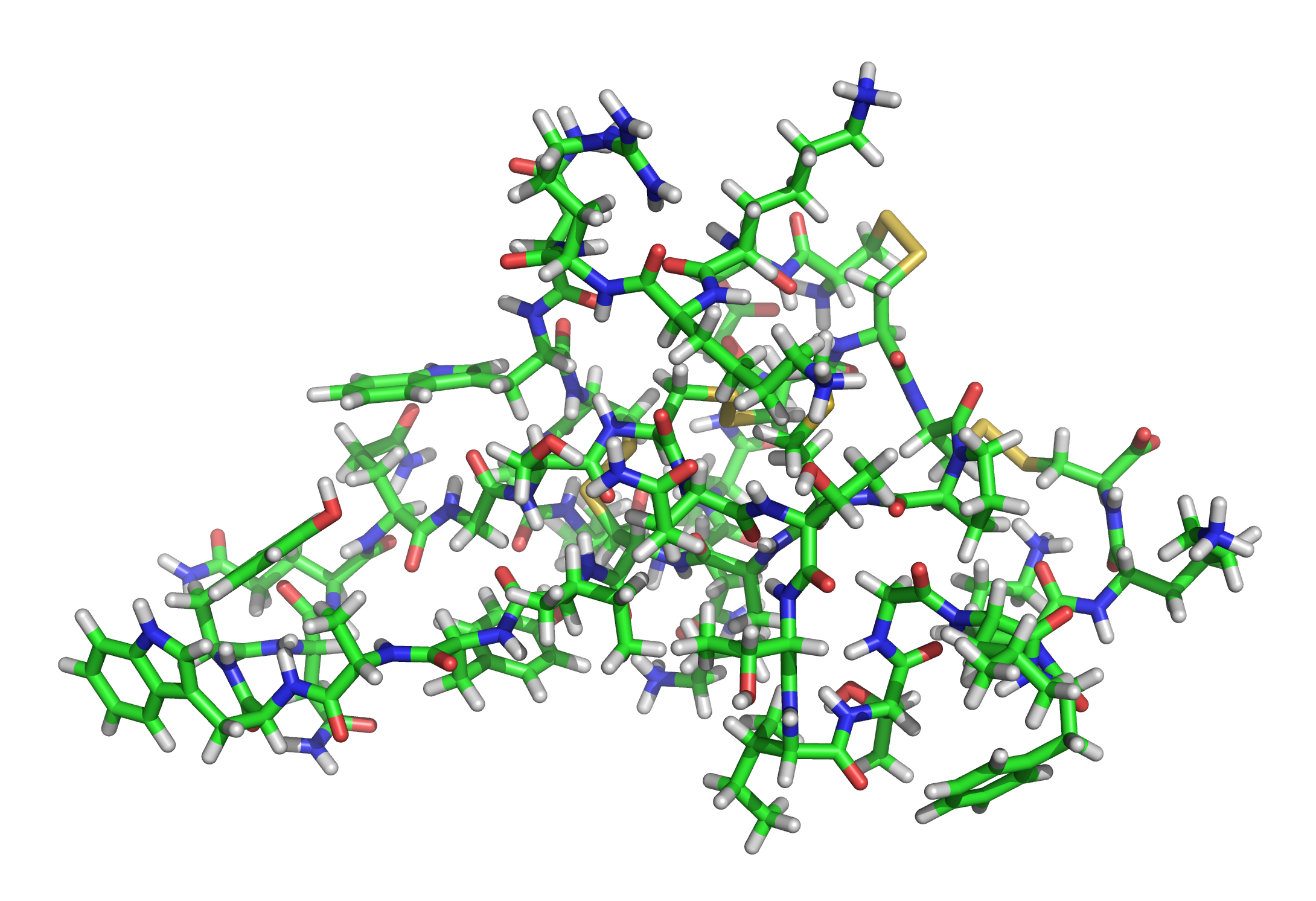
Stäbchenmodell von Robustoxin

Die Giftwirkung geht vor allem von einem Protein namens δ-ACTX-Ar1, früher auch Robustoxin, aus. In isolierter Form löst das Protein an Affen ein toxisches Syndrom aus, das dem des Giftes gleicht, weshalb angenommen wird, dass das Atracotoxin alleine für die Giftwirkung verantwortlich ist. δ-ACTX-Ar1 ist ein basisches Polypeptid, das aus 42 Aminosäuren besteht. Dabei bilden die acht Cysteine vier Disulfidbrücken. Die Konnektivität der Cysteine folgt dem Muster 1–4/2–6/3–7/5–8 und ähnelt den ω-Conotoxinen. Von der Giftkomponente von Hadronyche versutus, dem Versutoxin, unterscheidet sich Robustoxin nur in sieben Aminosäuren. Weitere Bestandteile des Giftes sind Harnstoff, Milchsäure, Glycin, Glycerol, Phosphorsäure, GABA, Citronensäure, Glucose, Tyramin, Octopamin, Spermidin, Spermin und 5-Methoxytryptamin.
δ-ACTX bewirkt, dass sich Natriumkanäle nicht mehr aus dem offenen in den geschlossenen Zustand umwandeln können. Daraus folgt, dass die Nervenzellen spontan wiederholt Signale feuern, bevor ein Plateaupotential zu beobachten ist.

### Gegengift
Das heute am häufigsten eingesetzte Gegengift wurde im Jahr 1981 von einem Forschungsteam um Struan Sutherland der Commonwealth Serum Laboratories entwickelt. Es wird aus dem Blut von Hasen gewonnen, die mittels der Verabreichung kleiner Dosen Trichternetzspinnengift immunisiert wurden. Für diesen Zweck werden tausende Trichternetzspinnen im Australian Reptile Park bei Sydney in Gefangenschaft gehalten und regelmäßig für ihr Gift „gemolken“. Die Herstellung einer Dosis Gegengift erfordert im Schnitt 70 Melkungen.

## Sydney-Trichternetzspinne und Mensch

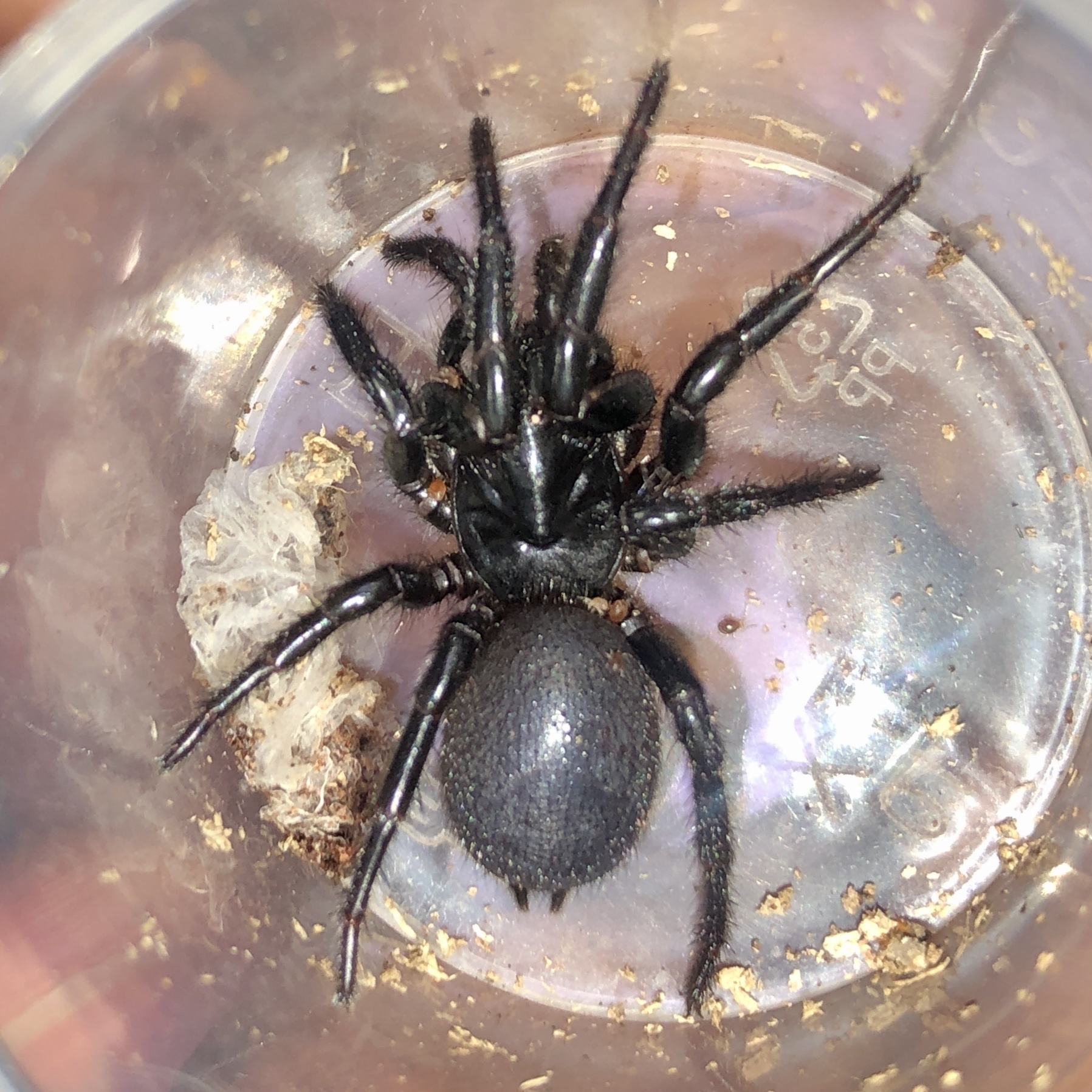
In einem Behälter gefangenes Weibchen

Die Sydney-Trichternetzspinne zählt wie einige andere Australische Trichternetzspinnen (Atracidae) zu den Giftspinnen. Zusammen mit der Brasilianischen Wanderspinne (Phoneutria nigriventer) wird sie als die gefährlichste Spinne der Welt eingestuft. Beim Umgang mit der Art ist deshalb äußerste Vorsicht geboten.

### Bissunfälle und Symptome

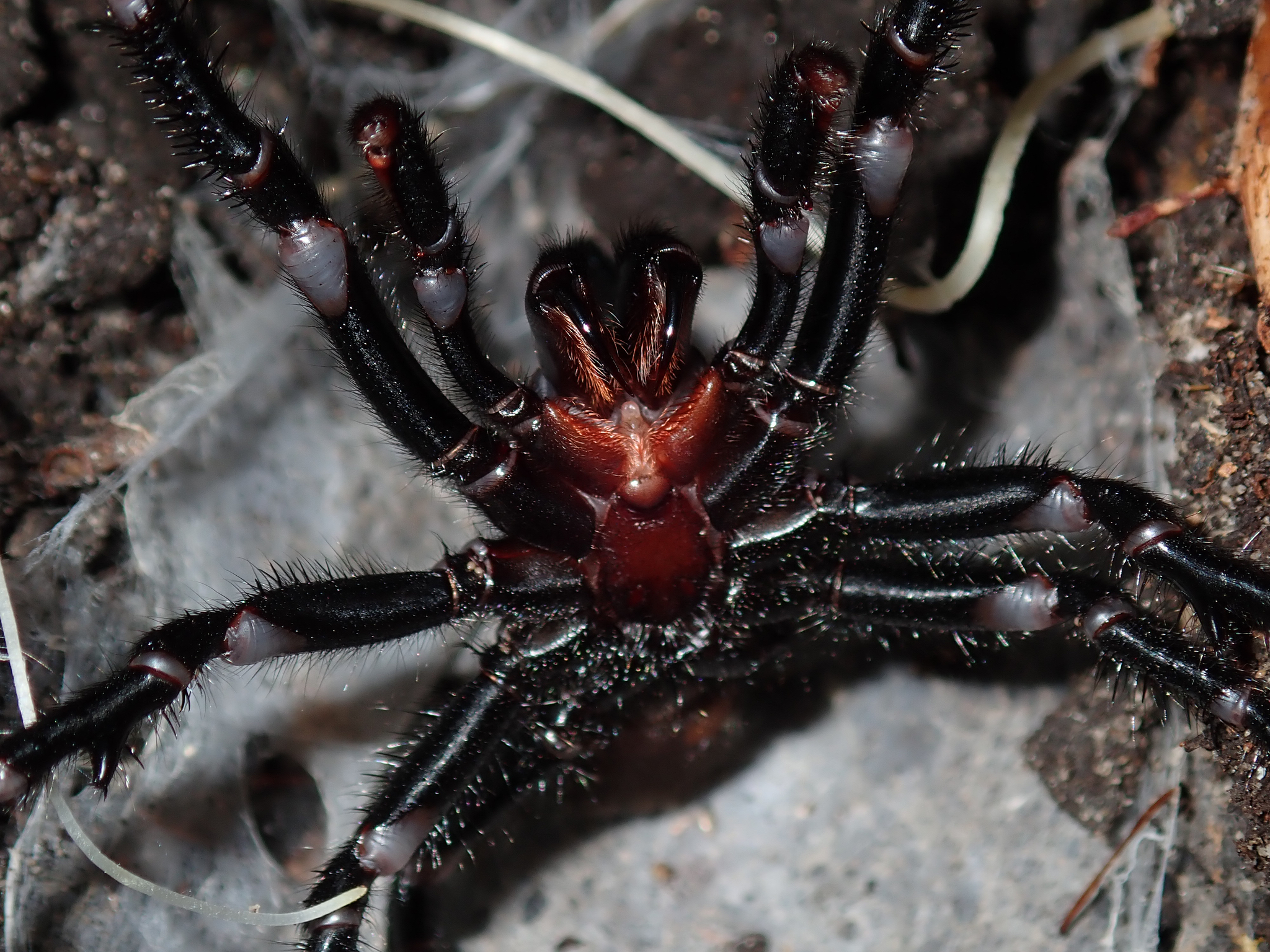
Drohendes Männchen im Detail, gut erkennbar sind die hier präsentierten Cheliceren.

Von der Sydney-Trichternetzspinne ausgehende Bissunfälle beim Menschen sind aufgrund ihres gehäuften Auftretens in urbanen Gebieten und nicht zuletzt aufgrund ihrer Aggressivität recht wahrscheinlich. Innerhalb von Gebäuden finden nach Weibchen suchende Männchen mitunter ihren Weg in Kleidung.
Dabei ereignen sich die meisten Bisse in den wärmeren Monaten und vor allem an den Extremitäten. Der Biss der Sydney-Trichternetzspinne kann für Menschen tödlich sein und erfordert eine sofortige medizinische Behandlung. Allerdings sind nicht alle von der Spinne ausgehenden Bisse beim Menschen tödlich, zumal das Gift von Jungtieren und dem Weibchen der Art wesentlich weniger potent als das des Männchens wirkt. Ferner sind seit der Entwicklung des Gegengiftes im Jahr 1981 keine weiteren Todesfälle gemeldet worden – von 1927 bis 1981 waren 13 Menschen an den Folgen eines Bisses gestorben.
Anfängliche Symptome eines Bisses der Sydney-Trichternetzspinne sind Parästhesien im Gesicht, Übelkeit, Erbrechen, starkes Schwitzen, Speichelfluss und Kurzatmigkeit. Außerdem kann es zu erhöhter Aufregung und geistiger Verwirrung kommen, die schließlich in einem Koma resultieren. Bisse sind mit Beeinflussungen des vegetativen Nervensystems verbunden, darunter Bluthochdruck, Tachykardie (schneller anhaltender Herzrhythmus), metabolische Azidose (Störung des Säure-Basen-Haushalts), erweiterte Pupillen, Muskelzuckungen sowie Ödeme (Schwellungen) der Lungen und des Gehirns. Kommt es tatsächlich zum Todesfall, ist dies die Folge eines Lungenödems des Fortschreiten einer arteriellen Hypotonie (zu niedriger Blutdruck) mitsamt eines Zusammenbruchs des Kreislaufes. Unbehandelt treten die Symptome zumeist wenige Minuten nach dem Biss ein, was durch Druck auf die Bisswunde aber um mehrere Stunden verzögert werden kann.
Jährlich werden etwa 30–40 Sydney-Trichternetzspinnenbisse an Menschen gemeldet. Das Gegengift wird jedoch nur verabreicht, wenn das Bissopfer schwerwiegende Vergiftungssymptome aufweist, da nicht jeder Biss mit einer Giftinjektion verbunden ist.

### Nutzen für den Menschen
Die Sydney-Trichternetzspinne gilt hinsichtlich einiger Aspekte für den Menschen als nützlich. So ist ihr Gift Gegenstand zahlreicher Forschungen – ähnlich wie das Gift anderer für den Menschen potentiell gefährlicher Spinnen wie der Brasilianischen Wanderspinne (Phoneutria nigriventer). Außerdem eignet sich die Spinnseide der Sydney-Trichternetzspinne zur Herstellung von Fadennetzen und wird dafür verwendet.